# 16. November
Der 16. November ist der 320. Tag des gregorianischen Kalenders (der 321. in Schaltjahren), somit bleiben 45 Tage bis zum Jahresende.

## Ereignisse

### Politik und Weltgeschehen
- 0042 v. Chr.: In der zweiten Schlacht bei Philippi wird Marcus Iunius Brutus von Octavian und Marcus Antonius entscheidend geschlagen. Das Zweite Triumvirat erringt damit die Herrschaft über das Römische Reich.
- 0534: Der oströmische Kaiser Justinian I. gibt die überarbeitete Fassung des Codex Iustinianus heraus.

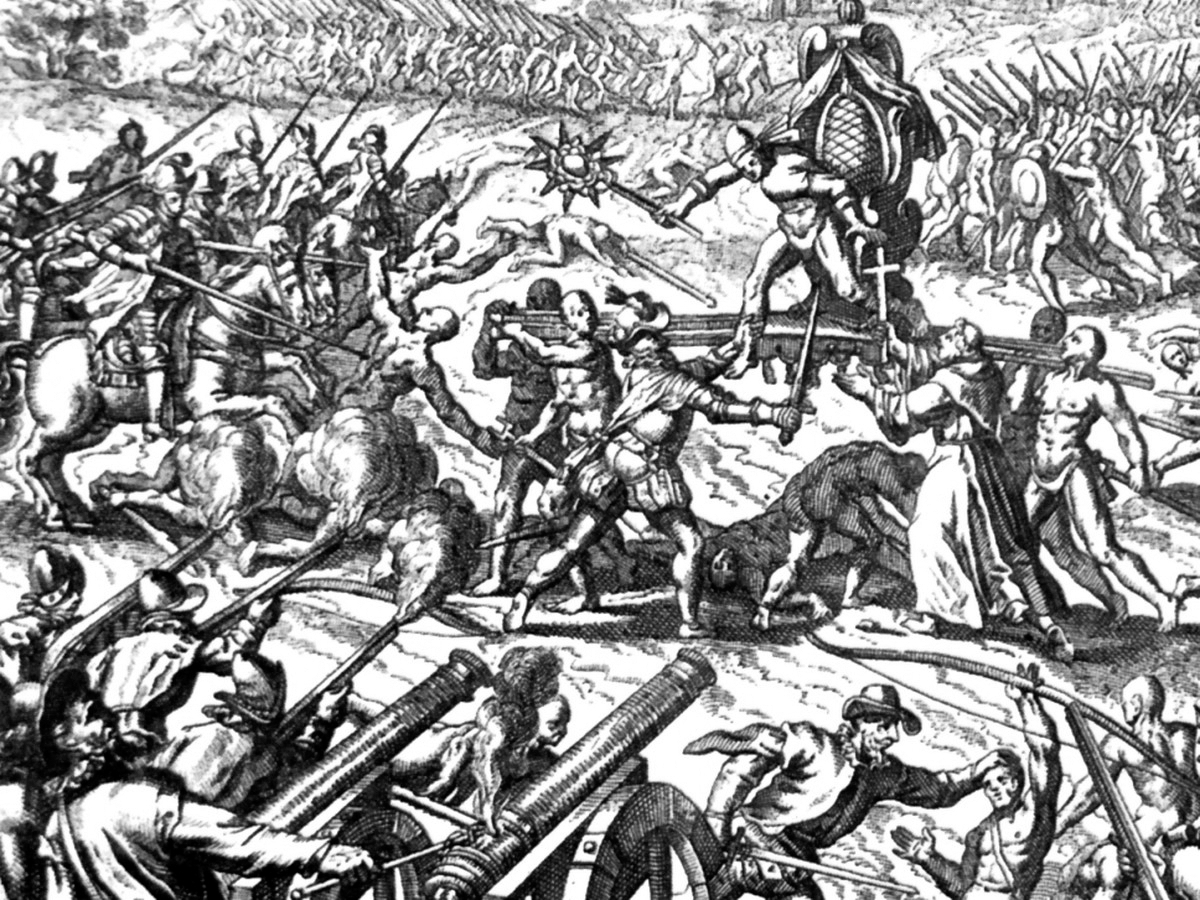
1532: Die Schlacht von Cajamarca

- 1532: Im Zuge der spanischen Eroberung Perus kommt es zur Schlacht von Cajamarca, bei der 4000 Inkas von Francisco Pizarro und rund 170 Conquistadoren überfallen und niedergemetzelt werden; der Inkaherrscher Atahualpa und dessen Gefolgsleute geraten in Gefangenschaft.
- 1542: Eine Expedition der spanischen Marine unter Juan Rodríguez Cabrillo erreicht die Monterey Bay im Pazifik.

1632: Schlacht bei Lützen

- 1632: In der Schlacht bei Lützen im Dreißigjährigen Krieg besiegen die Schweden unter Gustav II. Adolf die kaiserlichen Truppen Wallensteins, wobei jedoch der schwedische König fällt.
- 1700: Kaiser Leopold I. stimmt im so genannten Kontraktat zu, dass sich der brandenburgische Kurfürst Friedrich III. nach Erfüllen bestimmter Bedingungen künftig als König in Preußen bezeichnen darf und damit im Rang steigt.
- 1700: König Ludwig XIV. proklamiert seinen Enkel Philipp, den Herzog von Anjou, zum König von Spanien.
- 1715: In der Schlacht bei Stresow im Großen Nordischen Krieg unterliegen die Schweden unter ihrem König Karl XII. den verbündeten Preußen, Dänen und Sachsen, die in der Folge die Insel Rügen besetzen können.
- 1797: Friedrich Wilhelm III. wird nach dem Tod seines Vaters Friedrich Wilhelm II. König von Preußen.
- 1805: In der Schlacht bei Hollabrunn und Schöngrabern misslingt der Versuch der französischen Armee unter Marschall Joachim Murat, eine Vereinigung russischer und österreichischer Truppen im Dritten Koalitionskrieg zu unterbinden. In der danach folgenden Schlacht von Austerlitz kämpfen die Verbündeten vereint.
- 1808: Während einer Revolte gegen den türkischen Sultan Mahmud II. wird dessen Bruder und Vorgänger Mustafa IV. in Konstantinopel ermordet.
- 1808: Kaiser Napoleon Bonaparte erlässt den Code d’instruction criminelle, die französische Strafprozessordnung. Das Vorbild dieser Regelung führt in der Folge in den deutschen Staaten zum Ende der Inquisitionsverfahren.

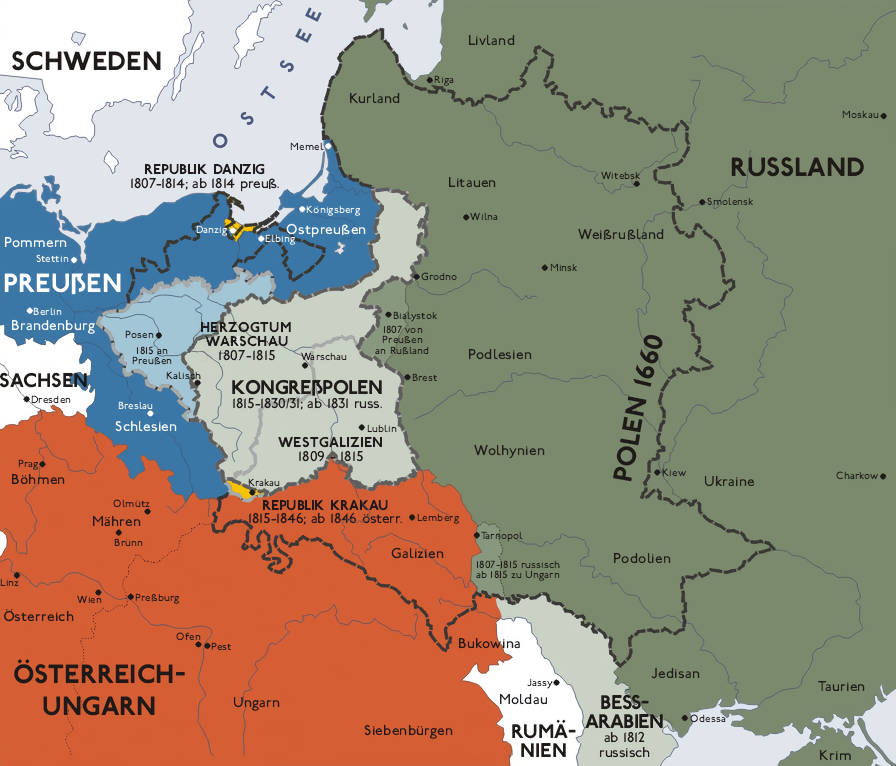
Die Republik Krakau bis 1846

- 1846: Die Republik Krakau wird vom Kaisertum Österreich aufgrund vertraglicher Vereinbarung mit Preußen und Russland annektiert.
- 1885: Ein abgeschlossener Handelsvertrag mit Frankreich und ein Streit einer britischen Gesellschaft mit König Thibaw Min sind Auslöser für den dritten Anglo-Birmanischen Krieg. Kolonialtruppen aus Britisch-Indien marschieren unter General Harry Prendergast in Birma ein.

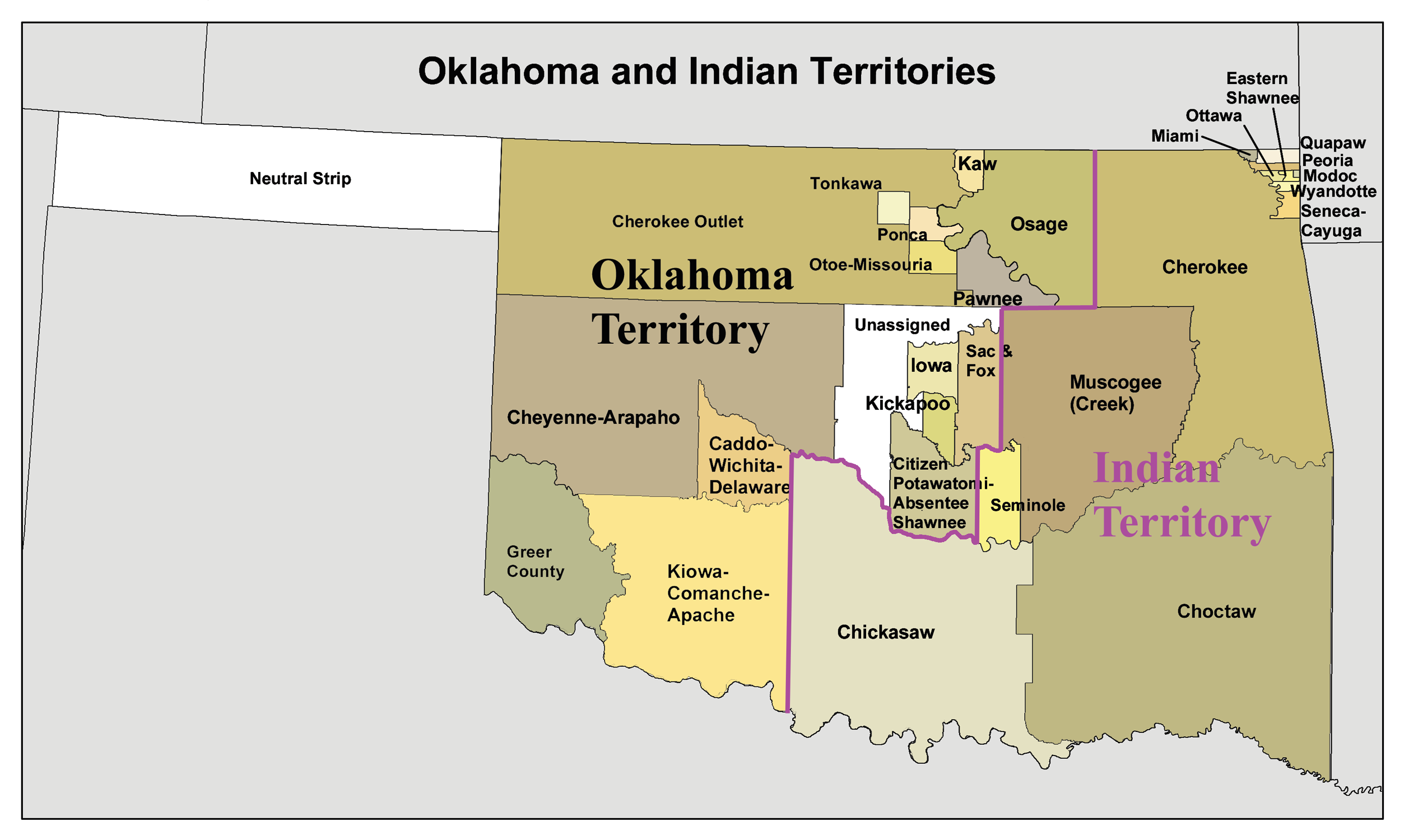
1907: Oklahoma entsteht

- 1907: Das Oklahoma-Territorium wird mit dem Indianerterritorium vereinigt und unter dem Namen Oklahoma als 46. Staat in die Vereinigten Staaten von Amerika aufgenommen.
- 1914: Der pazifistische Bund Neues Vaterland wird in Berlin gegründet. Dem Verein, der es sich zur Aufgabe gemacht hat, auf ein möglichst schnelles Ende des Ersten Weltkriegs hinzuwirken, gehören unter anderem Albert Einstein, Stefan Zweig und Clara Zetkin an.
- 1918: Graf Mihály Károlyi ruft die Republik Ungarn aus.
- 1919: Admiral Miklós Horthy rückt mit seinen Truppen in Budapest ein, das die Räteregierung als Folge des Ungarisch-Rumänischen Kriegs im August verlassen hat. Horthy genießt als Konservativer das Einverständnis der Besatzungsmacht Rumänien.
- 1940: Ein Luftangriff der britischen Royal Air Force im Zweiten Weltkrieg auf Hamburg als Antwort auf die Bombardierung von Coventry zwei Tage zuvor fordert 233 Tote.
- 1940: Das Warschauer Ghetto ist von der Außenwelt vollständig abgeriegelt. Rund 350.000 Juden sind eingeschlossen.
- 1944: An der Westfront des Zweiten Weltkriegs beginnen die Alliierten die letztlich erfolglose Operation Queen. Die Städte Jülich und Düren werden im Zusammenhang mit der Offensive durch Bombenangriffe vollständig zerstört, Heinsberg schwer verwüstet.
- 1945: Die Verfassung der UNESCO wird von 37 Staaten in London beschlossen, in der als Aufgabe der UN-Spezialorganisation die Förderung von Bildung, Wissenschaft, Kommunikation, Information und Kultur festgelegt wird.
- 1951: In Ljouwert wird eine friesische Demonstration niedergeschlagen, das Ereignis geht als „Kneppelfreed“ (Westfriesisch für „Knüppelfreitag“) in die friesische Geschichte ein.
- 1954: Der Deutsche Bundestag wählt Eugen Gerstenmaier zu seinem Präsidenten. Er folgt im Amt auf den verstorbenen Hermann Ehlers.
- 1970: Hafiz al-Assad übernimmt durch einen Putsch die Macht in Syrien.
- 1976: Der Liedermacher Wolf Biermann wird nach kritischen Bemerkungen bei einem Konzert in Köln aus der DDR ausgebürgert.
- 1977: Der Tübinger Lehrer Hartmut Gründler verbrennt sich auf der Hamburger Mönckebergstraße vor der Petrikirche aus Protest gegen die Atompolitik und insbesondere die Endlagerung.
- 1989: Die Todesschwadron Atlacatl Bataillon der Armee El Salvadors ermordet den regimekritischen Kanzler Ignacio Ellacuría der Jesuiten-Universität Universidad Centroamericana “José Simeón Cañas”. Sieben weitere im Gebäude anwesende Personen werden ebenfalls getötet, um keine Zeugen zu hinterlassen.
- 1992: Die Neonaziorganisation Nationalistische Front wird vom deutschen Bundesinnenminister Rudolf Seiters verboten.
- 1994: Emomalij Rahmonow wird Staatspräsident in Tadschikistan.
- 1995: Oskar Lafontaine löst Rudolf Scharping als Bundesvorsitzender der SPD ab.
- 1997: Die Volksrepublik China lässt den Dissidenten Wei Jingsheng aus der Haft frei und schiebt ihn in die USA ab.
- 2001: Der deutsche Bundeskanzler Gerhard Schröder gewinnt im Bundestag die mit dem Bundeswehr-Einsatz in Afghanistan verknüpfte Vertrauensfrage.

### Wirtschaft
- 1866: In Frankfurt erscheint die Frankfurter Zeitung und Handelsblatt. Die Zeitungsherausgabe war dem Verleger von der preußischen Besatzungsmacht drei Monate lang untersagt.
- 1869: Der Schiffsverkehr im Sueskanal wird freigegeben, die offizielle Eröffnung folgt einen Tag später.
- 1904: Der eingebürgerte Brite Carl Anton Larsen gründet Grytviken, die Hauptstadt Südgeorgiens, mit einem Team von sechzig Norwegern. Die Kolonie soll dem Walfang dienen.
- 1909: In Deutschland wird die erste Fluggesellschaft der Welt gegründet: die DELAG betreibt die von der Luftschiffbau Zeppelin GmbH gebauten Verkehrsluftschiffe.
- 1914: Die Banken im Federal Reserve System der Vereinigten Staaten, darunter die Federal Reserve Bank of New York, nehmen ihre Geschäftstätigkeit auf.

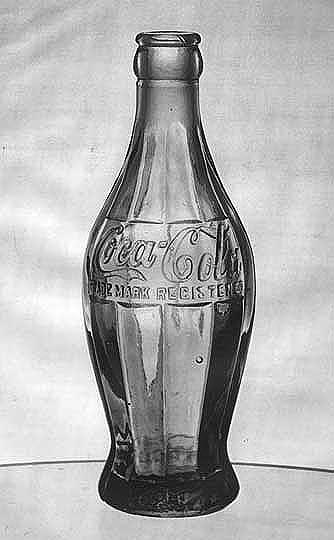
1915 patentiert: Coca-Cola-Flasche

- 1915: Auf die charakteristische Coca-Cola-Flasche wird ein US-Patent erteilt.
- 1944: Die schwedische Boulevardzeitung Expressen wird gegründet.
- 1979: In Bukarest wird das erste Teilstück der Metro eröffnet.
- 1981: Die seit Dezember 1977 in Nordrhein-Westfalen schwelende Poullain-Affäre findet mit dem Freispruch des angeklagten früheren WestLB-Chefs Ludwig Poullain ihr Ende.
- 2005: Auf dem Weltgipfel der Informationsgesellschaft wird der 100-Dollar-Laptop vorgestellt.

### Wissenschaft und Technik
- 1900: Die vom französischen Bauingenieur François Hennebique entworfene Straßenbrücke Pont de la Manufacture über den Fluss Vienne wird als weltweit erste Stahlbetonbrücke in Châtellerault eröffnet.
- 1904: John Ambrose Fleming meldet ein Patent auf ein Oscillation Valve an.
- 1911: Die Philosophen Bertrand Russell und Ludwig Wittgenstein begegnen einander zum ersten Mal. Russell notiert in seinem Tagebuch: „Nach der Vorlesung kam ein hitziger Deutscher, um mit mir zu streiten […] Eigentlich ist es reine Zeitverschwendung, mit ihm zu reden.“
- 1928: Sir Hubert Wilkins und Carl Ben Eielson führen den ersten Motorflug in der Antarktis durch.
- 1938: Im Rahmen seiner Forschungen zum Mutterkorn stellt der Schweizer Chemiker Albert Hofmann erstmals Lysergsäurediethylamid (LSD) her.
- 1965: Die sowjetische Raumsonde Venera 3 startet ihren Flug zum Planeten Venus

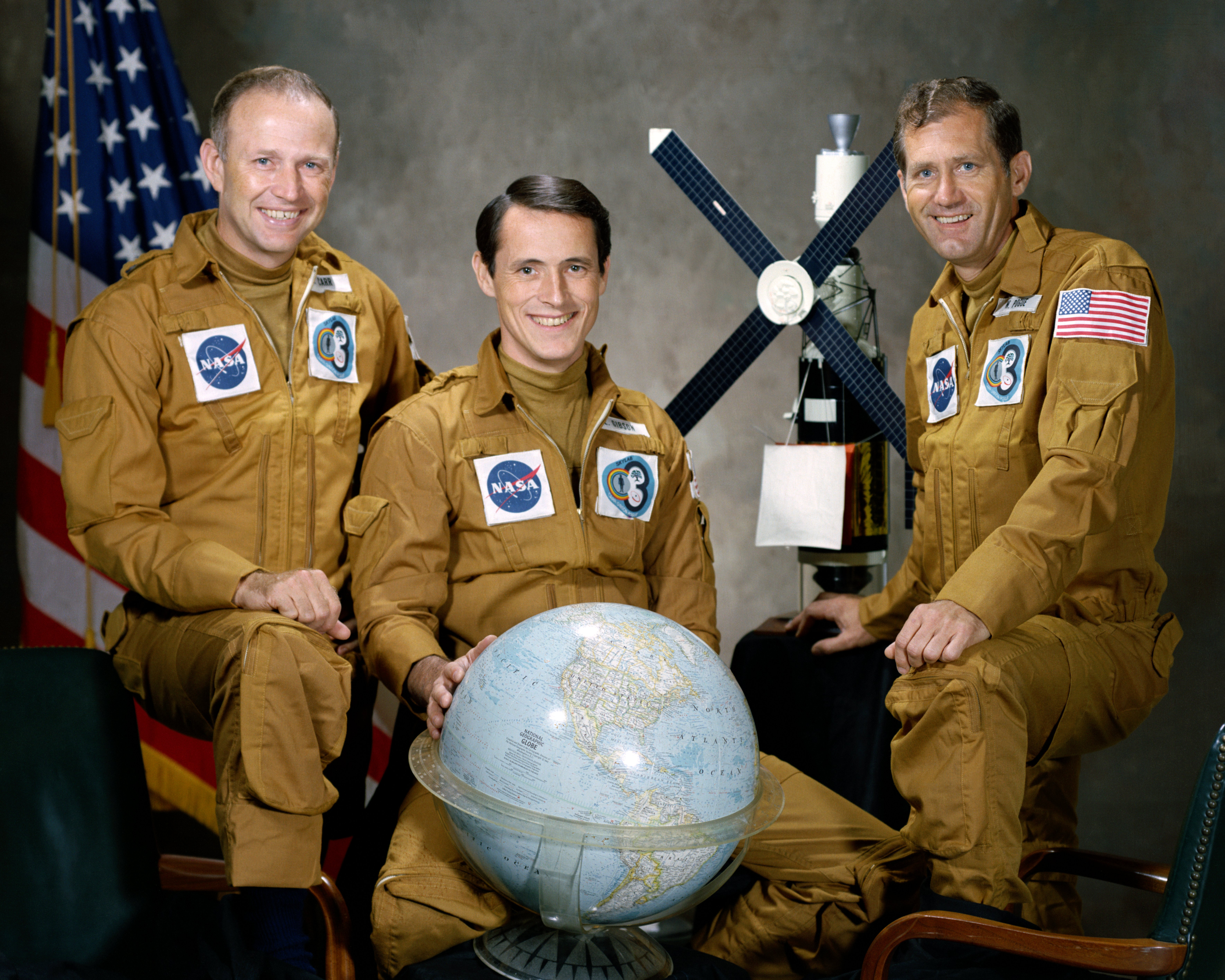
1973: Skylab 4-Crew

- 1973: Skylab 4-Crew 1973: Skylab 4, die letzte Mission zur Weltraumstation Skylab, mit den Astronauten Gerald Carr, William Pogue und Edward Gibson an Bord, startet von Cape Canaveral.

1974: Arecibo-Botschaft

- 1974: Arecibo-Botschaft 1974: Die Arecibo-Botschaft an mögliche Außerirdische wird in Form eines Radiowellen-Signals vom Arecibo-Observatorium aus ins All gesendet.
- 1992: Nahe der englischen Ortschaft Hoxne wird der bislang größte dokumentierte Hortfund auf den britischen Inseln aus spätrömischer Zeit gemacht.
- 2004: Die Boeing X-43A, ein Überschall-Forschungsmodell mit einem sogenannten Scramjet-Antrieb, fliegt mit einer Geschwindigkeit von Mach 9,6 einen neuen Weltrekord.
- 2022: Die NASA-Mission Artemis 1 startet, mit dem Raumschiff Orion, erfolgreich den zweiten unbemannten Flug zum Mond.

### Kultur
- 1802: Der deutsche Dichter Friedrich Schiller erhält sein Adelsdiplom.
- 1846: In Hamburg findet die Uraufführung der romantischen Oper Die Hochländerin am Kaukasus von Conradin Kreutzer statt.
- 1850: Die Oper Stiffelio von Giuseppe Verdi auf ein Libretto von Francesco Maria Piave hat ihre Uraufführung am Teatro Grande in Triest. Nach Problemen mit der Zensurbehörde und verfälschenden Eingriffen arbeiten Piave und Verdi die Oper sieben Jahre später zu dem in Rimini uraufgeführten Aroldo um.
- 1872: Im Château d’Eau in Paris findet die Uraufführung der Operette Sol-si-ré-pif-pan von Georges Bizet statt.
- 1873: König Chulalongkorn stiftet den Orden von Chula Chom Klao des Königreichs Siam.
- 1908: Arturo Toscanini debütiert mit Giuseppe Verdis Aida in New York.
- 1924: Die Vereinigung Schwäbisch-Alemannischer Narrenzünfte wird gegründet.
- 1959: Das Musical The Sound of Music von Richard Rodgers und Oscar Hammerstein hat seine Broadway-Premiere im Lunt-Fontanne Theatre.
- 1982: Die schwedische Popgruppe ABBA dreht zu Under Attack ihr letztes Musikvideo.
- 2002: Das Escher-Museum wird in Den Haag eröffnet, das sich dem Œuvre des niederländischen Künstlers und Grafikers M. C. Escher widmet.

### Gesellschaft
- 1992: Das Erlanger Baby stirbt bei einer Fehlgeburt. Über das Austragen des Kindes einer hirntoten Schwangeren hat es eine wochenlange öffentliche Debatte gegeben.

### Religion
- 0367: Der Gegenbischof Ursinus wird vom Stadtpräfekten aus Rom ausgewiesen und nach Gallien verbannt.
- 1329: Papst Johannes XXII. veröffentlicht mit Quia vir reprobus eine weitere Päpstliche Bulle zum Armutsstreit mit den Franziskanern. Mit dieser letzten Bulle über den Armutsstreit endet die Auseinandersetzung mit den Vertretern der evangelischen Armut.

### Katastrophen
- 1911: Eines der historisch stärkeren Erdbeben in Deutschland richtete in Ebingen große Zerstörungen an. Dem Hohenzollerngraben wird oft fälschlicherweise ein Zusammenhang nachgesagt.
- 1937: Flugunfall von Ostende – Aus Frankfurt am Main kommend, streifte bei einer außerplanmäßigen Landung nahe Ostende ein Passagierflugzeug der Sabena des Typs Junkers Ju 52/3m einen Fabrikschornstein. Beim Absturz kamen alle elf Insassen ums Leben, darunter fast die gesamte Familie des früheren Erbgroßherzogs Georg Donatus von Hessen und bei Rhein sowie der deutsche Segelflugpionier Arthur Martens.

Kleinere Unglücksfälle sind in den Unterartikeln von Katastrophe und in der Liste von Katastrophen aufgeführt.

### Natur und Umwelt

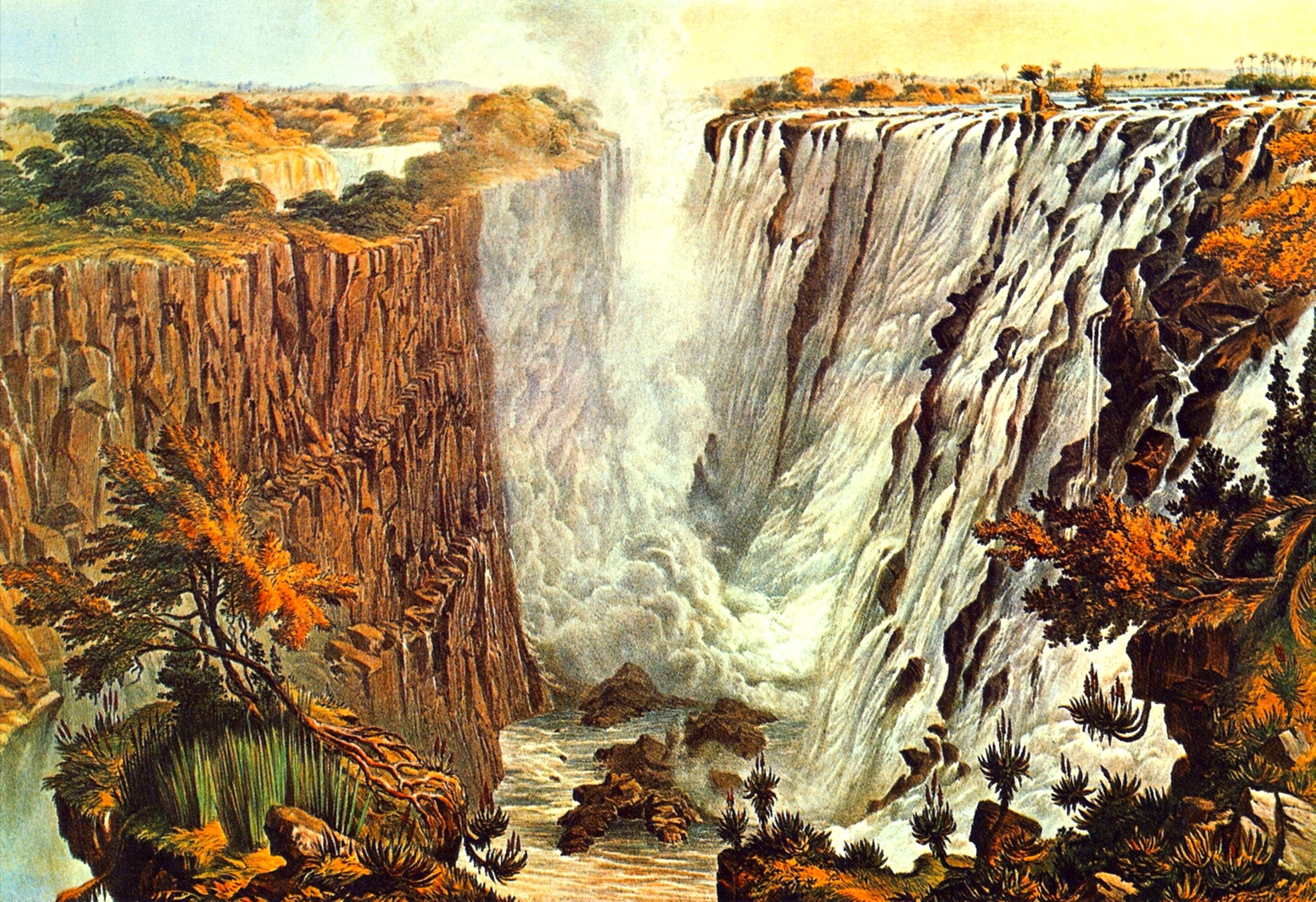
1855: Victoriafälle (Lithografie, 1865)

- 1855: David Livingstone erreicht als erster Europäer die Victoriafälle.

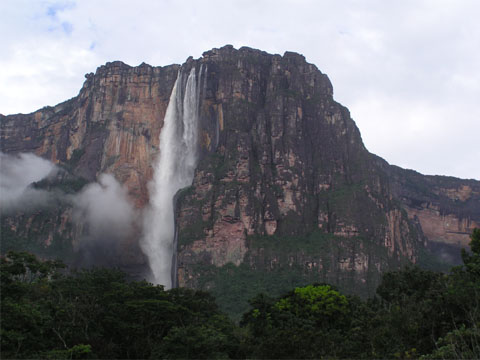
1933: Salto Ángel

- 1933: Der Buschpilot Jimmie Angel wird zum Wiederentdecker des Salto Ángel, des höchsten frei fallenden Wasserfalls der Erde in Venezuela.

### Sport
- 1893: Unzufriedene Sportler von AC Prag gründen einen eigenen Verein, aus dem nach einigen Jahren Sparta Prag hervorgeht.
- 1977: Klaus Fischer erzielt beim Länderspiel Deutschland–Schweiz im Stuttgarter Neckarstadion per Fallrückzieher das Tor zum 4:1-Endstand. Der Treffer wird später in der ARD-Sportschau zunächst zum Tor des Jahres, dann des Jahrzehnts und schließlich des Jahrhunderts gewählt.
- 2003: In Porto eröffnet das neue Estádio do Dragão, Heimstätte der Spiele des FC Porto.
- 2005: Die Fußballnationalmannschaft der Schweiz qualifiziert sich in Istanbul im Play-off gegen die Türkei für die WM 2006. Nach dem Spiel kommt es zwischen den Spielern und Fans beider Mannschaften zu Handgreiflichkeiten; daraufhin werden Spieler und Betreuer beider Mannschaften von der UEFA für mehrere Spiele gesperrt.

Einträge von Leichtathletik-Weltrekorden befinden sich unter der jeweiligen Disziplin unter Leichtathletik.

## Geboren

### Vor dem 18. Jahrhundert

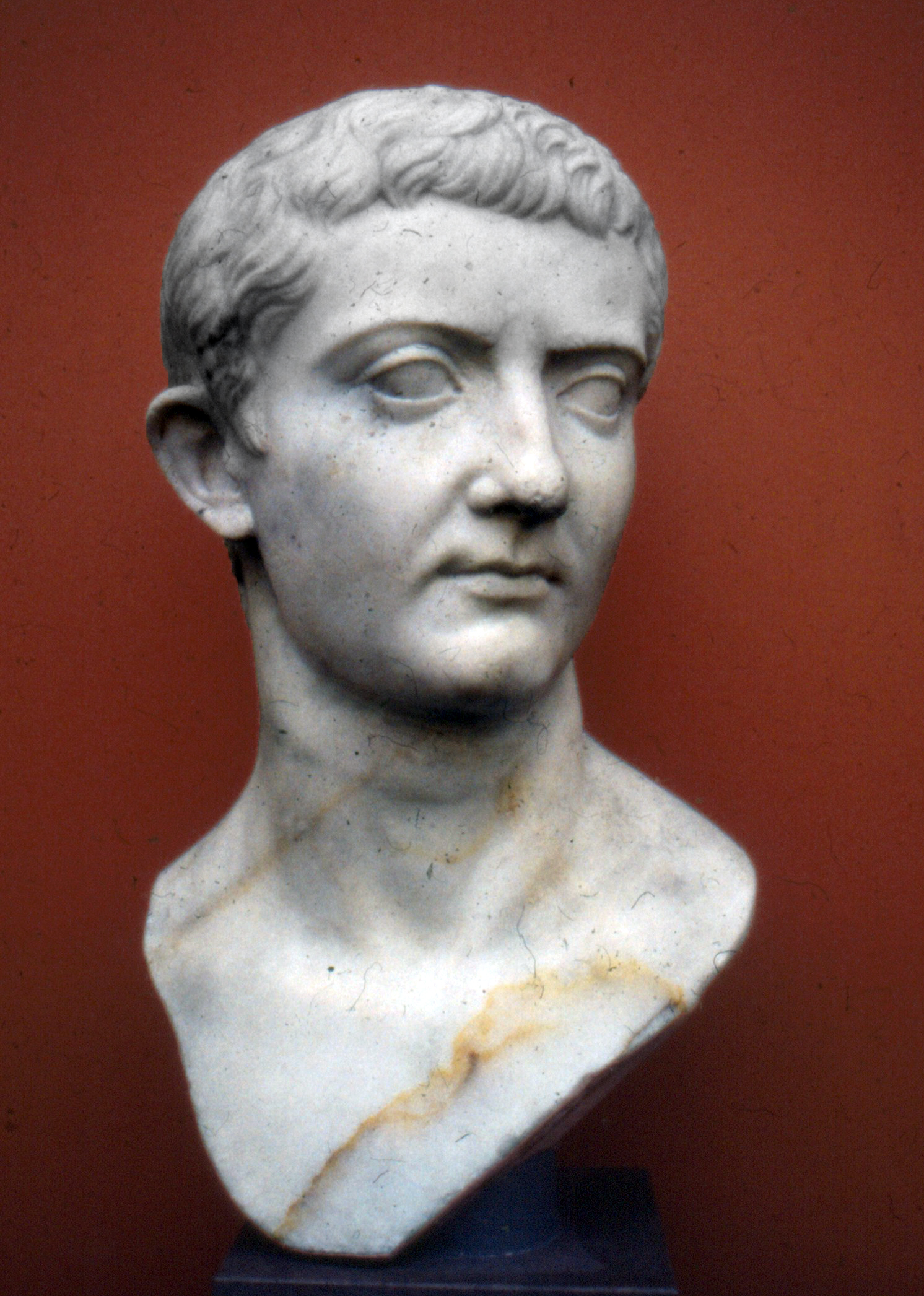
Tiberius (* 42 v. Chr.)

- 0042 v. Chr.: Tiberius, zweiter römischer Kaiser
- 1436: Leonardo Loredan, 75. Doge von Venedig
- 1457: Beatrix von Aragón, ungarisch-böhmische Königin
- 1466: Francesco Cattani da Diacceto, italienischer Humanist und Philosoph
- 1483: Elisabeth von der Pfalz, Landgräfin von Hessen-Marburg und Markgräfin von Baden
- 1519: Willibald Imhoff, Nürnberger Patrizier, Kunstsammler, Kaufmann und Bankier
- 1531: Anna d’Este, italienische Adelige mit beträchtlichem Einfluss am Hof von Frankreich
- 1532: Clara von Braunschweig-Wolfenbüttel, Äbtissin von Gandersheim und Herzogin von Braunschweig-Grubenhagen
- 1561: Andreas Angelus, deutscher Pfarrer, Inspektor und Chronist
- 1567: Anna, Herzogin von Sachsen-Coburg
- 1579: Federico Baldissera Bartolomeo Cornaro, Patriarch von Venedig
- 1584: Barbara Sophia von Brandenburg, Herzogin von Württemberg
- 1585: Reinhold Franckenberger, deutscher Historiker
- 1611: Zacharias Kniller, deutscher Maler
- 1613: Friedrich, Fürst von Anhalt-Harzgerode
- 1617: Friedrich VI., Markgraf von Baden-Durlach
- 1642: Cornelis Evertsen, niederländischer Freibeuter und Admiral
- 1651: Christian Vater, deutscher Mediziner
- 1653: Joan van Hoorn, Generalgouverneur von Niederländisch-Ostindien
- 1655: Alessandro Gherardini, italienischer Maler
- 1657: Juliane Louise von Ostfriesland, deutsche Adlige, Ehefrau des Hamburger Pastors Joachim Morgenweck
- 1669: Joseph Talcott, britischer Kolonialbeamter und Gouverneur der Colony of Connecticut († 1741)
- 1673: Alexander Danilowitsch Menschikow, russischer Staatsmann und Generalissimus
- 1678: Georg Wilhelm, Markgraf des fränkischen Fürstentums Bayreuth

### 18. Jahrhundert

Christiane von Pfalz-Zweibrücken (* 1725)

- 1715: Girolamo Abos, maltesischer Komponist
- 1717: Jean Baptiste le Rond d’Alembert, französischer Mathematiker
- 1723: Anton IV. von Montfort, deutscher Adeliger
- 1725: Christiane Henriette von Pfalz-Zweibrücken, Fürstin von Waldeck und Pyrmont
- 1728: Georg Wilhelm Bauernfeind, deutscher Zeichner und Kupferstecher
- 1729: Ägidius Maria vom Heiligen Joseph, italienischer Franziskaner und Heiliger
- 1730: Gualtherus van Doeveren, niederländischer Mediziner
- 1753: James McHenry, US-amerikanischer Politiker, Mitglied des Kontinentalkongresses, Kriegsminister
- 1755: James Sheafe, US-amerikanischer Politiker, Mitglied des Repräsentantenhauses, Senator
- 1758: Peter Andreas Heiberg, dänischer Satiriker
- 1766: Rodolphe Kreutzer, französischer Violinist, Dirigent und Komponist
- 1766: Julius Wilhelm von Oppel, deutscher Staatsmann
- 1774: Jean-Lucq d’Arriule, französischer General
- 1775: Friedrich von Klinckowström, preußischer Gutsbesitzer und Politiker, MdL
- 1778: Maximilian Emanuel von Lerchenfeld, deutscher Politiker, Minister
- 1786: William Appleton, US-amerikanischer Politiker, Mitglied des Repräsentantenhauses
- 1786: Karl Ernst Christoph Schneider, deutscher Altphilologe
- 1788: Joseph Kopp, deutscher Altphilologe
- 1789: Ludwig Roth von Schreckenstein, preußischer Offizier und Kriegsminister
- 1791: Johan Ludvig Heiberg, dänischer Dichter und Kritiker
- 1793: Francis Danby, irischer Maler
- 1798: Therese Grob, österreichische Sängerin

### 19. Jahrhundert
- 1803: Heinrich Georg August Ewald, deutscher Theologe und Orientalist
- 1807: Eduard von Fransecky, preußischer General der Infanterie
- 1807: Jónas Hallgrímsson, isländischer Dichter
- 1808: José Rufino Echenique, peruanischer General und Präsident von Peru
- 1809: Leopoldine Blahetka, österreichische Komponistin und Pianistin
- 1810: Karel Hynek Mácha, tschechischer Schriftsteller der Romantik
- 1810: Gustav Rée, badischer Politiker, Mitglied der Frankfurter Nationalversammlung
- 1811: John Bright, britischer Politiker
- 1813: Josef Martin Knüsel, Schweizer Jurist und Politiker, Nationalrat, Bundesrat, Bundespräsident

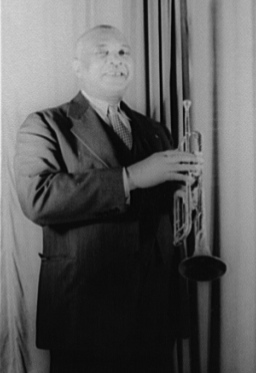
W. C. Handy (* 1873)

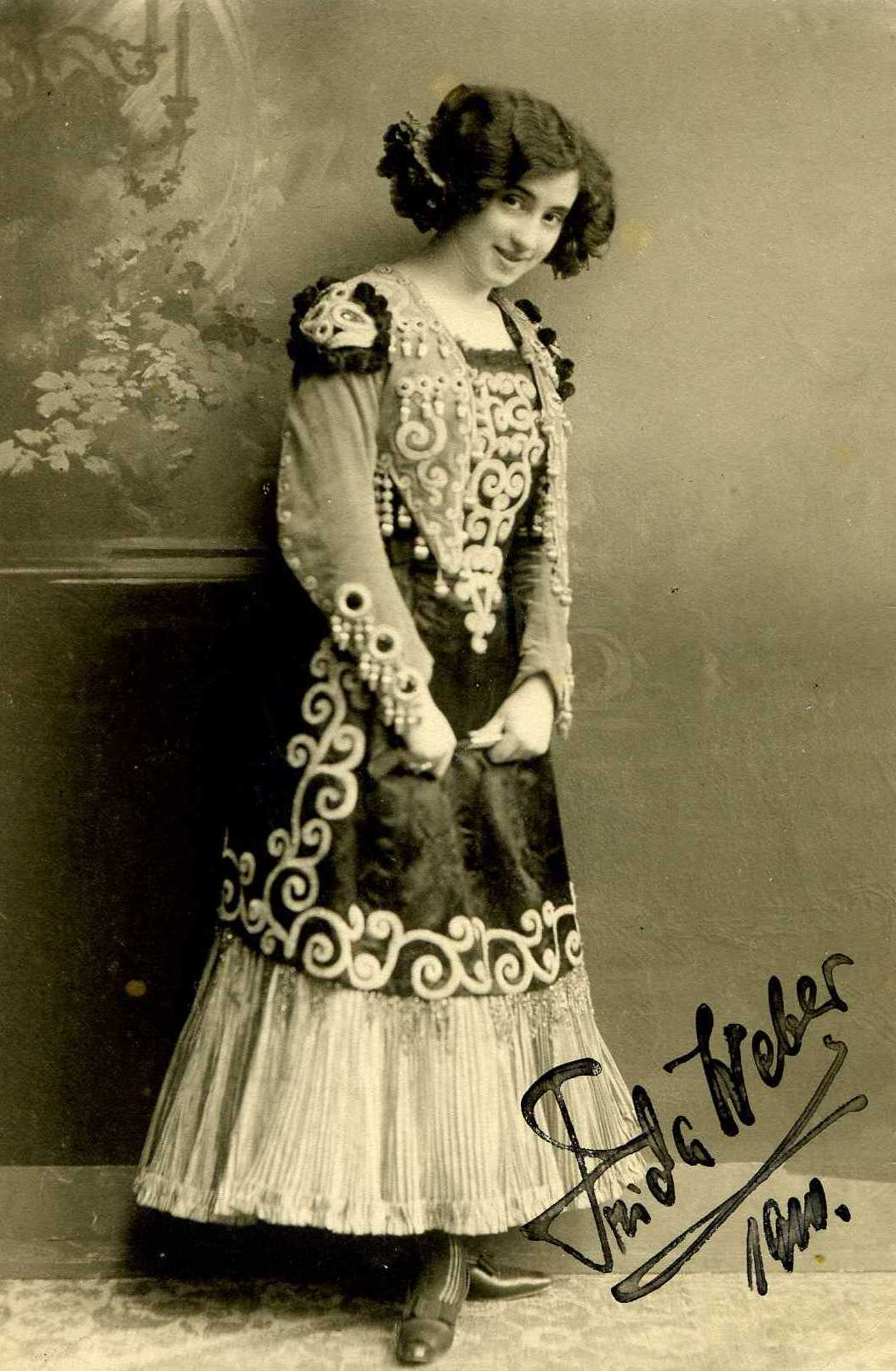
Frida Weber-Flessburg (* 1890)

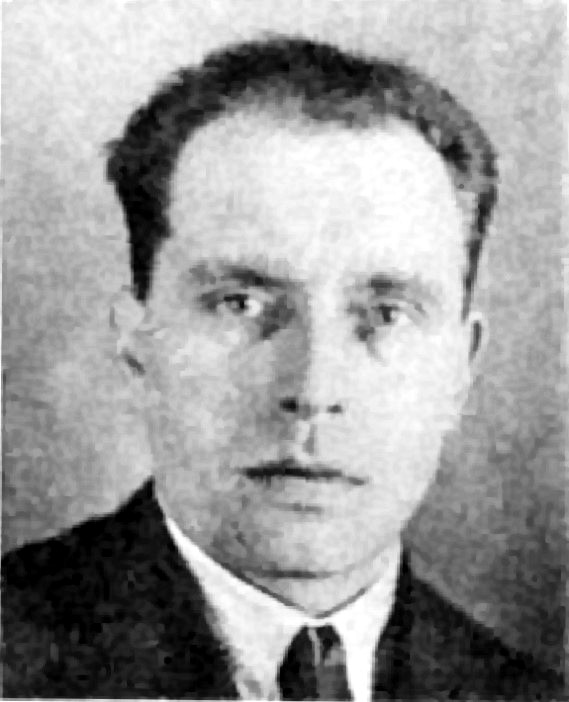
Julius Leber (* 1891)

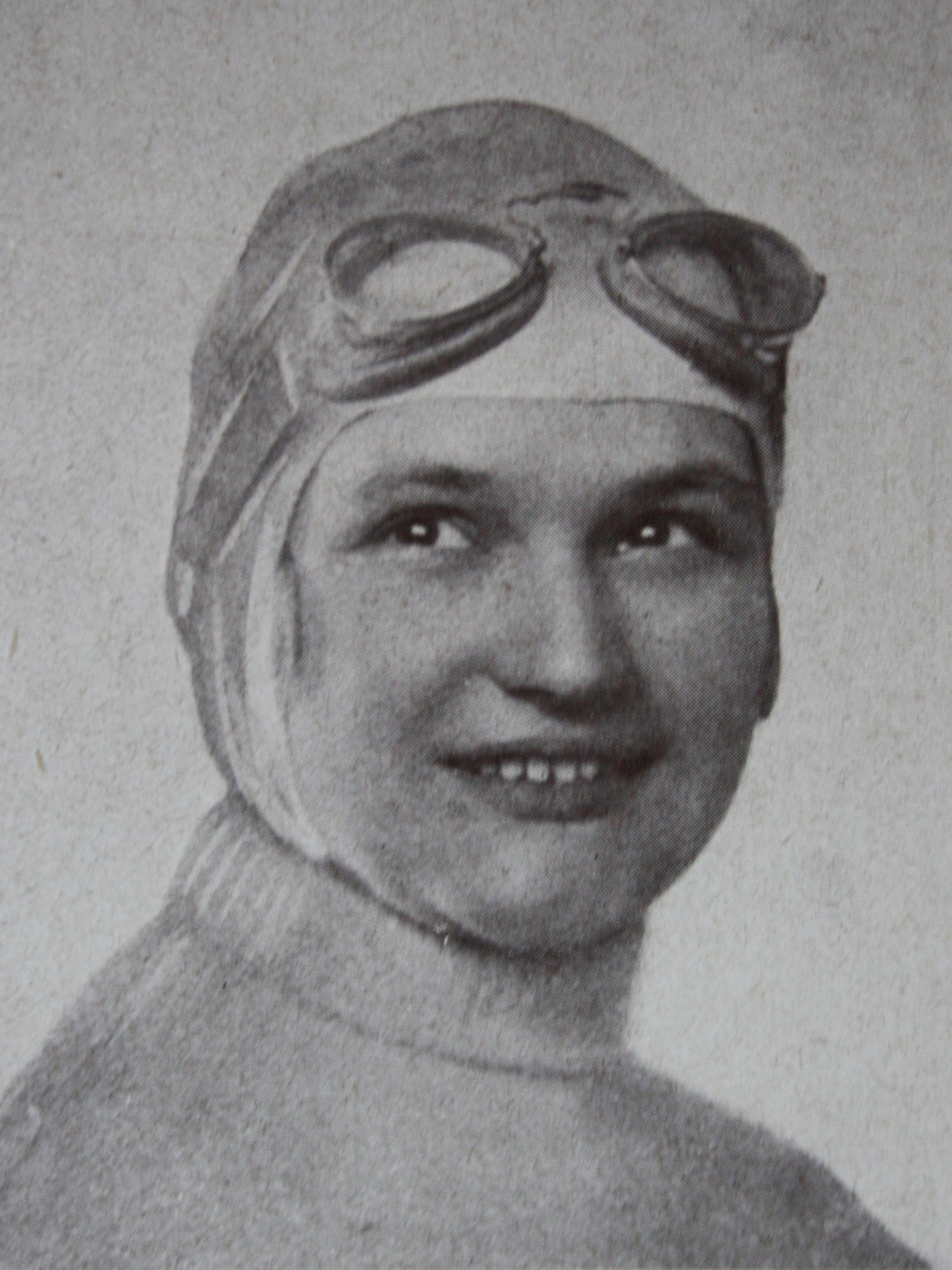
Eliška Junková (* 1900)

- 1816: Christian Selmer, norwegischer Jurist und Politiker, Minister, Ministerpräsident
- 1819: Wilhelm Marr, deutscher Journalist
- 1820: Henri Duvernoy, französischer Musikpädagoge, Organist und Komponist
- 1823: Henry G. Davis, US-amerikanischer Unternehmer und Politiker, Senator
- 1828: Léopold Faye, französischer Politiker
- 1832: Paul Cérésole, Schweizer Politiker, Nationalrat, Bundesrat, Bundespräsident
- 1835: Eugenio Beltrami, italienischer Mathematiker
- 1836: Emmanuel Pettavel, Schweizer evangelischer Geistlicher und Hochschullehrer
- 1837: Franz Overbeck, deutscher Theologe
- 1839: Terencio Sierra, honduranischer Offizier und Politiker, Staatspräsident
- 1841ː Anna Ettlinger, deutsche Literaturdozentin, Schriftstellerin und Frauenrechtlerin
- 1843ː Louise Jopling, englische Malerin und Suffragette
- 1843: Georg Hendrik Witte, niederländischer Musikpädagoge und Komponist
- 1844: Siegfried Abt, Schweizer Jurist, Journalist und Diplomat
- 1850: Federico Errázuriz Echaurren, chilenischer Politiker, Staatspräsident
- 1851: Minnie Hauk, US-amerikanische Opernsängerin (Mezzosopran)
- 1852: Friedrich August, Großherzog von Oldenburg
- 1854: Eduard Beyer, deutscher Jurist und Politiker, MdL
- 1857: Jón Sveinsson, isländischer Schriftsteller (Nonni)
- 1861: Arvid Järnefelt, finnischer Schriftsteller
- 1861: Václav Suk, tschechischer Geiger, Dirigent und Komponist
- 1862: Jacques Rouché, französischer Herausgeber und Operndirektor
- 1863: Ludwig Sütterlin, deutscher Linguist und Germanist
- 1864: Moritz Wilhelm Paul Schwartz, deutsch-baltischer Pastor und evangelischer Märtyrer
- 1865: Horatio Thomas Austin, britischer Marineoffizier
- 1867: William F. Kirby, US-amerikanischer Politiker, Senator
- 1870: Eduard Blocher, evangelischer Geistlicher und Sprachwissenschaftler
- 1870: Ambrogio Robecchi, italienischer Radrennfahrer
- 1871: Hugo Lederer, deutscher Bildhauer
- 1871: Friedrich Pincus, deutscher Augenarzt
- 1873: W. C. Handy, US-amerikanischer Blues-Komponist, Trompeter und Bandleader („Vater des Blues“)
- 1874: Leopold Ziegenbein, deutscher Nautiker, Kapitän und Kommodore
- 1877: Halliwell Hobbes, britischer Schauspieler
- 1877: Felix Kwieton, österreichischer Mittel- und Langstreckenläufer
- 1878: Hans Vollmer, deutscher Kunsthistoriker
- 1880: Charles Haberkorn, US-amerikanischer Tauzieher und Ringer, Olympiamedaillengewinner
- 1880: Thomas Harper Ince, US-amerikanischer Filmregisseur und Produzent
- 1883: Engelbert Brinker, deutscher Widerstandskämpfer
- 1884: Bruno Arnold, deutscher Fotograf
- 1884: Franz Baeumker, deutscher Geistlicher, Bibliothekar und Kirchenhistoriker
- 1885: Eugène Verpault, französischer Automobilrennfahrer
- 1885: Tycho von Wilamowitz-Moellendorff, deutscher Altphilologe
- 1885: Josef Kentenich, deutscher Pater, Gründer der Schönstatt-Bewegung
- 1886: Marcel Riesz, ungarischer Mathematiker
- 1887: Priska Aich, ungarische Opernsängerin (Sopran)
- 1887: Hans Blume, niederländischer Fußballspieler
- 1888: Winzent Hadleuski, belarussischer Priester, Politiker und Widerstandskämpfer
- 1889: John Arnold, US-amerikanischer Kameramann
- 1889: George Simon Kaufman, US-amerikanischer Autor
- 1889: Sophus Hansen, dänischer Fußballspieler und -schiedsrichter
- 1890: Gyula Feldmann, ungarischer Fußballspieler und -trainer
- 1890ː Frida Weber-Flessburg, Berliner Opern-, Lied- und Schlagersängerin, Opfer der Shoah
- 1891ː Alice Haarburger, deutsche Malerin und NS-Opfer
- 1891: Julius Leber, deutscher Politiker und Widerstandskämpfer, MdLB, MdR
- 1892ː Hettie Dyhrenfurth, deutsch-schweizerische Bergsteigerin (Erstbesteigung des Queen Mary Peak)
- 1892: Tazio Nuvolari, italienischer Motorrad- und Automobilrennfahrer
- 1894: Richard Coudenhove-Kalergi, österreichischer, später tschechoslowakischer und französischer Schriftsteller, Philosoph und Politiker, Gründer der Paneuropa-Union
- 1895: Paul Hindemith, deutscher Komponist und Musiker
- 1896: Oswald Mosley, britischer Politiker, Minister, Gründer der British Union of Fascists
- 1896: Friederike Mulert, deutsche Politikerin, MdL, MdB
- 1898: Warren McCulloch, US-amerikanischer Neurophysiologe und Kybernetiker
- 1898: Elisabeth Zaisser, deutsche Politikerin, Abgeordnete der Volkskammer, Ministerin für Volksbildung der DDR
- 1900: Frank Stanley Barnes, britischer Automobilrennfahrer
- 1900: William E. Barrett, US-amerikanischer Schriftsteller
- 1900: Eliška Junková, tschechoslowakische Automobilrennfahrerin

### 20. Jahrhundert

#### 1901–1925
- 1901: Fred von Hoerschelmann, deutscher Schriftsteller und Hörspielautor
- 1902: Hilde Müller, deutsche Schauspielerin und Kinderdarstellerin des frühen Stummfilms
- 1903: Barbara McLean, US-amerikanische Filmeditorin, Oscar-Preisträgerin
- 1903: Kazimierz Jerzy Oberfeld, polnisch-französischer Komponist
- 1904: Joseph Baumgartner, deutscher Volkswirt und Politiker, MdL, MdB, Landesminister, Vorsitzender der Bayernpartei
- 1904: Renée Saint-Cyr, französische Schauspielerin
- 1905: Eddie Condon, US-amerikanischer Jazz-Gitarrist
- 1906: Henri Charrière, französischer Schriftsteller
- 1908: Emmanuelle Cinquin, belgisch-französische Ordensfrau („Mutter der Müllmenschen von Kairo“)
- 1908: Nicolás Lindley López, peruanischer Militär und Politiker, Staatspräsident
- 1909: Max Zimmering, deutscher Schriftsteller
- 1910: Jane Tilden, österreichische Schauspielerin
- 1912: Chaim Seeligmann, deutsch-israelischer Historiker und Pädagoge
- 1914: Bernhard Balkenhol, deutscher Politiker, MdB
- 1915: Bois Sec Ardoin, US-amerikanischer Musiker
- 1916: Herb Abramson, US-amerikanischer Musikproduzent
- 1917: Giovanni Alberti, italienischer Automobilrennfahrer
- 1918: Joe Appiah, ghanaischer Jurist, Diplomat und Politiker
- 1918: Ellen Albertini Dow, US-amerikanische Film- und Theaterschauspielerin
- 1920: Nerses Der Nersessian, armenischer Geistlicher, Ordinarius von Osteuropa, Titularerzbischof von Sebaste degli Armeni
- 1920: Colin Thiele, australischer Kinderbuchautor
- 1921: Edmondo Fabbri, italienischer Fußballspieler und -trainer
- 1922: Gene Amdahl, US-amerikanischer Computerarchitekt und IT-Unternehmer
- 1922: Salvatore Giuliano, sizilianischer Bandit und Separatist

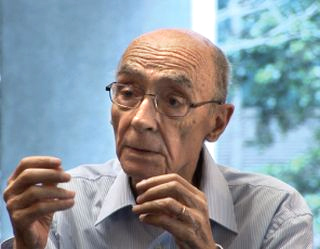
José Saramago (* 1922)

- 1922: José Saramago, portugiesischer Romancier, Lyriker, Essayist, Erzähler, Dramatiker und Tagebuchautor, Nobelpreisträger
- 1924: Chaim Bar-Lev, israelischer Generalstabschef
- 1924: Reino Hiltunen, finnischer Leichtathlet
- 1924: Adam Keel, Schweizer Maler
- 1924: Lajos Kada, ungarischer Geistlicher und vatikanischer Diplomat, Titularerzbischof von Thibica, Apostolischer Nuntius in Costa Rica, El Salvador, Deutschland, Spanien und Andorra
- 1924: Mel Patton, US-amerikanischer Sprinter, Olympiasieger
- 1925ː Maria Axt, deutsche Synchronsprecherin, Schauspielerin und Kinderbuchautorin
- 1925: Helmut Schreiber, deutscher Schauspieler, Autor, Regisseur und Synchron- und Hörspielsprecher

#### 1926–1950
- 1926: Ton de Leeuw, niederländischer Komponist und Musikpädagoge
- 1927: Giovan Battista Carpi, italienischer Comiczeichner
- 1927: Donald Gehrmann, US-amerikanischer Mittelstreckenläufer

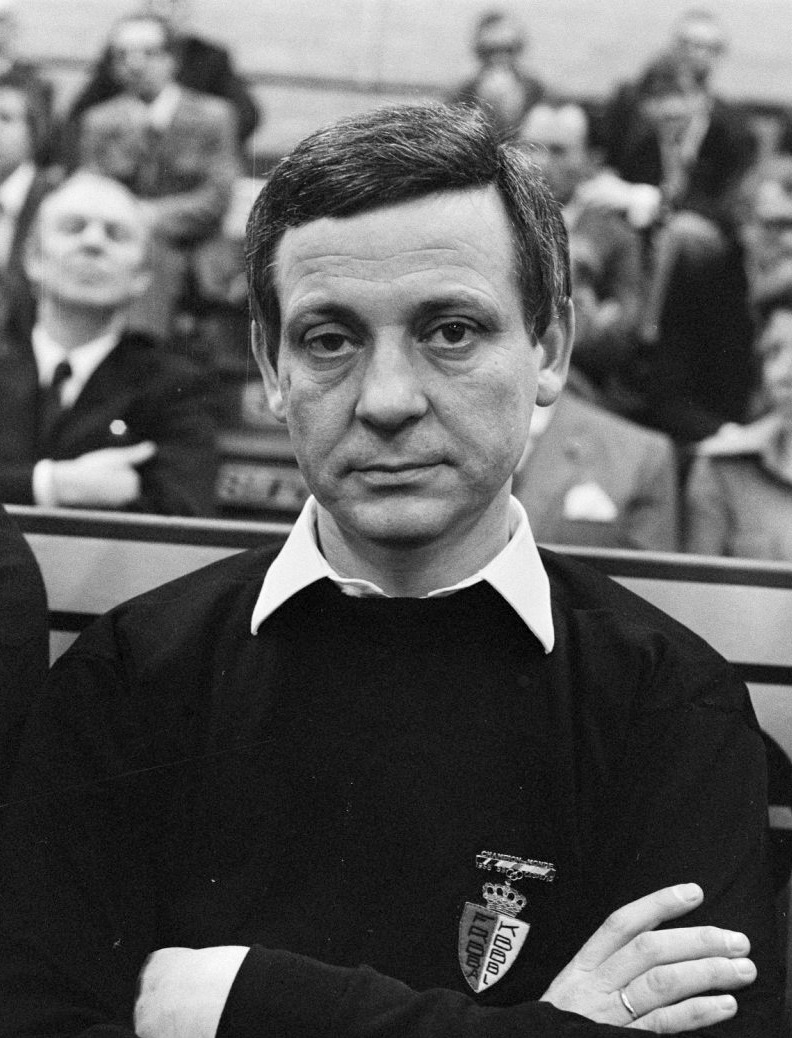
Emile Wafflard (* 1927)

- 1927: Emile Wafflard, belgischer Karambolagespieler, Weltmeister
- 1929: Wolfgang Hilger, deutscher Chemiker und Unternehmensmanager
- 1930: Tuğrul Ansay, deutscher Rechtswissenschaftler
- 1930: Chinua Achebe, nigerianischer Schriftsteller
- 1930: Salvatore Riina, italienischer Mafia-Boss
- 1931: Bob Gibson, US-amerikanischer Folkmusiker
- 1931: Egon Piechaczek, polnischer Fußballspieler und -trainer
- 1935: France-Albert René, Präsident der Seychellen
- 1935: Kurt Schindler, deutsch-US-amerikanischer Dirigent und Komponist
- 1936: Skip Barber, US-amerikanischer Automobilrennfahrer
- 1936: Isaac Berger, US-amerikanischer Gewichtheber
- 1936: Gian Paolo Dallara, italienischer Automobilkonstrukteur und Unternehmer
- 1936: Adrian Doyle, australischer Bischof
- 1936: Antonio Gades, spanischer Tänzer und Choreograf
- 1936: Joaquín Navarro-Valls, spanischer Direktor des vatikanischen Pressebüros
- 1936: Gudrun Ritter, deutsche Film- und Theaterschauspielerin
- 1937: Jan Balstad, norwegischer Politiker und Gewerkschafter

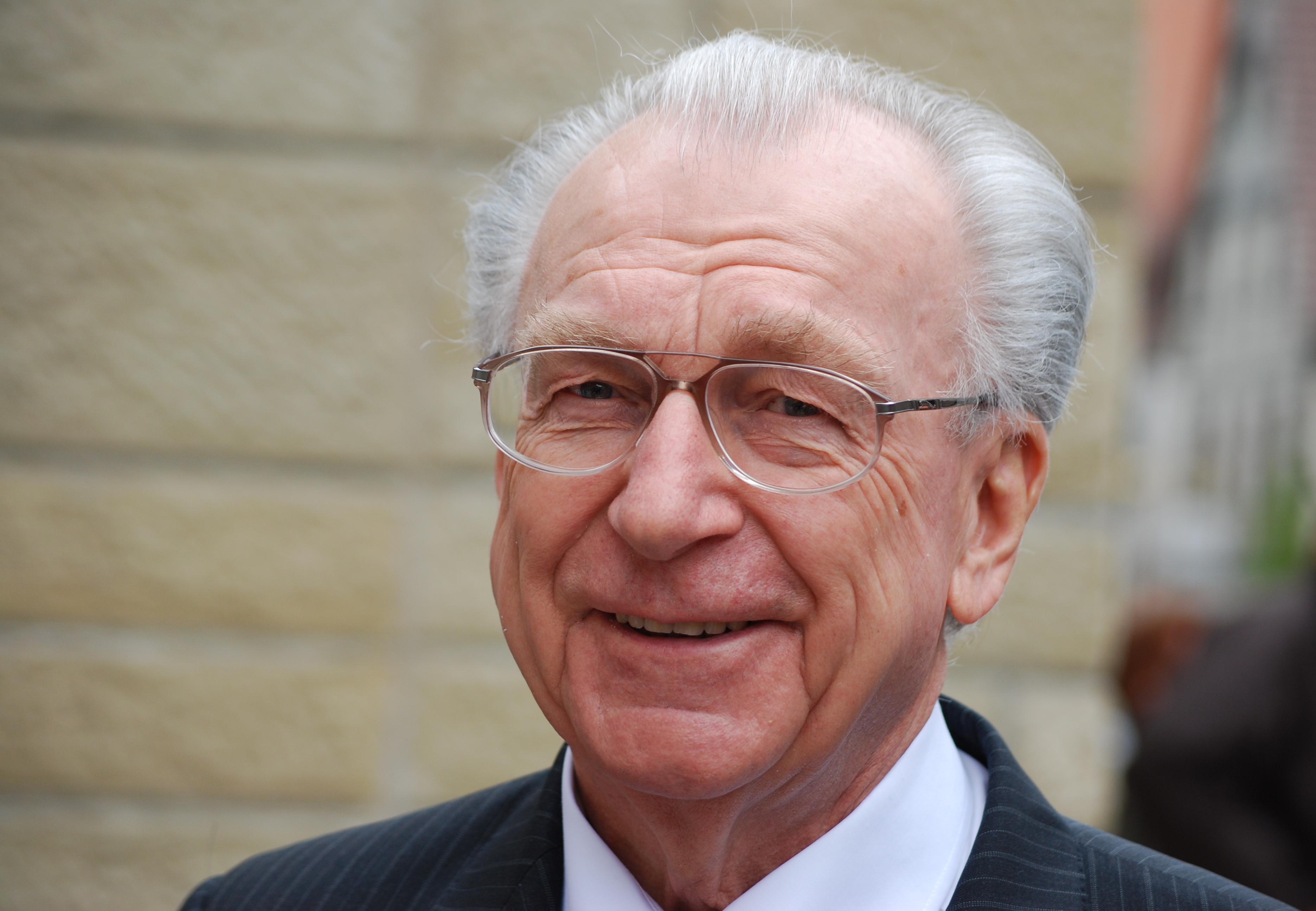
Lothar Späth (* 1937)

- 1937: Lothar Späth, deutscher Politiker und Manager, MdL, Landesminister, Ministerpräsident von Baden-Württemberg
- 1938: Robert Nozick, US-amerikanischer Philosoph
- 1939: Robert Amirchanjan, armenischer Komponist und Pädagoge
- 1939: Hans Herbert von Arnim, deutscher Verfassungsrechtler und Parteienkritiker
- 1939: Henrik Otto Donner, finnischer Komponist und Jazzmusiker
- 1939: Hartmann Madl, deutscher Fußballspieler
- 1939: Jürgen Moll, deutscher Fußballspieler
- 1939: Peter Schäffler, deutscher Fußballspieler
- 1940: Manfred Heise, deutscher Politiker, MdL
- 1941: Katharina Sieverding, deutsche Künstlerin
- 1942: Rudi Ehninger, deutscher Brigadegeneral
- 1942: Lester Eriksson, schwedischer Schwimmer
- 1943: Marta Manojlović, Äbtissin des Klosters Tavna in Bijeljina
- 1944: Hugo Dittberner, deutscher Schriftsteller
- 1944: Lars Olsson, schwedischer Skirennläufer
- 1945: Hans Stadlbauer, deutscher Schauspieler
- 1946: Halil Haxhosaj, albanischer Schriftsteller
- 1946: Wolfgang Kleff, deutscher Fußballspieler
- 1946: Ole Olsen, dänischer Speedwayfahrer
- 1947: Hannelore Burosch, deutsche Handballspielerin
- 1947: Gerhard Haatz, deutscher Endurosportler
- 1947: Rudolf Hinterdorfer, österreichischer Komponist
- 1947: Eberhard Thust, deutscher Boxpromoter
- 1947: Siegmar Wätzlich, deutscher Fußballspieler
- 1947: Christel Wegner, deutsche Politikerin
- 1948: Birgitta Arens, deutsche Schriftstellerin
- 1948: Chi Coltrane, US-amerikanische Musikerin, Sängerin und Songschreiberin
- 1948: Arie Haan, niederländischer Fußballspieler
- 1948: Walter van Hauwe, niederländischer Blockflötist und Musikpädagoge
- 1948: Norbert Lammert, deutscher Politiker, MdB, Bundestagspräsident
- 1948: Anne André-Léonard, belgische Politikerin, MdEP
- 1950: Harvey Martin, US-amerikanischer American-Football-Spieler
- 1950: David Wilson-Johnson, englischer Sänger

#### 1951–1975
- 1951: Denis Gougeon, kanadischer Komponist
- 1951: Charly Graf, deutscher Profiboxer und Buchautor
- 1951: Miguel Sandoval, US-amerikanischer Schauspieler
- 1952: Karl-Heinz Ach, deutscher Fußballspieler und -trainer
- 1952: Lawrence Rush Atkinson IV., US-amerikanischer Journalist, Militärhistoriker und Sachbuchautor
- 1952: Shigeru Miyamoto, japanischer Videospieledesigner
- 1952: Lauren Newton, US-amerikanische Sängerin und Komponistin
- 1952: Klaus Zeh, deutscher Politiker, MdL, Landesminister
- 1953: Andrzej Skowroński, polnischer Ruderer
- 1953: Brigitte Zypries, deutsche Politikerin, MdL Bundesministerin der Justiz
- 1954: Allison Anders, US-amerikanische Regisseurin, Drehbuchautorin und Produzentin
- 1954: Tommy Archer, US-amerikanischer Automobilrennfahrer
- 1954: Donald Runnicles, britischer Dirigent
- 1954: Thomas Schütte, deutscher Bildhauer und Zeichner
- 1955: Marie-Hélène Aubert, französische Politikerin
- 1955: Héctor Cúper, argentinischer Fußballspieler und -trainer
- 1955: Kevin McCutcheon, US-amerikanischer Dirigent und Pianist
- 1957: Tom Bayer, deutscher Sportreporter
- 1957: Jorge Liderman, US-amerikanischer Komponist
- 1958: Roberto Guerrero, kolumbianischer Automobilrennfahrer
- 1958: Marg Helgenberger, US-amerikanische Schauspielerin
- 1958: Neil Geoffrey Turok, südafrikanischer Physiker und Astrophysiker
- 1959: Lauralee Bowie, kanadische Freestyle-Skierin
- 1959: Ursula Konzett, liechtensteinische Skirennläuferin
- 1959: Julia Przyłębska, polnische Juristin und Gerichtspräsidentin
- 1961: Frank Bruno, englischer Boxer, Weltmeister im Schwergewicht
- 1961: Karen Duve, deutsche Schriftstellerin
- 1961: Corinne Hermès, französische Sängerin
- 1962: Gary „Mani“ Mounfield, britischer Musiker
- 1962: Ásbjörn Ottarsson, isländischer Politiker
- 1963: Steve Argüelles, britischer Jazzschlagzeuger
- 1963: Heike Bittner, deutsche Drehbuchautorin, Regisseurin und Filmproduzentin
- 1963: René Steinke, deutscher Schauspieler
- 1963: Troy Stetina, US-amerikanischer Gitarrenlehrer
- 1963: Michael Tilly, deutscher evangelischer Theologe
- 1964: Paul Christensen, dänischer Sänger und Gitarrist
- 1964: Dwight Gooden, US-amerikanischer Baseballspieler
- 1964: Diana Krall, kanadische Jazzpianistin und Sängerin
- 1964: Angelika Sedlmeier, deutsche Schauspielerin und Kabarettistin
- 1964: Renato Tosio, Schweizer Eishockeytorhüter
- 1965: Mika Aaltonen, finnischer Fußballspieler
- 1965: Magnus Bäcklund, schwedische Sänger
- 1965: Jeff Pinkner, US-amerikanischer Filmproduzent und Drehbuchautor
- 1960: Lisa Brown-Miller, US-amerikanische Eishockeyspielerin und -trainerin
- 1966: Joey Cape, US-amerikanischer Sänger und Gitarrist
- 1966: Dave Kushner, US-amerikanischer Gitarrist
- 1966: Christian Lorenz, deutscher Musiker
- 1966: Dean McDermott, kanadischer Schauspieler
- 1966: Ruth Rockenschaub, deutsche Schauspielerin, Synchronsprecherin und Moderatorin
- 1967: Lisa Bonet, US-amerikanische Schauspielerin
- 1967: Florian Fitz, deutscher Schauspieler
- 1968: David Casa, maltesischer Politiker
- 1970: László Keszég, ungarischer Schauspieler und Regisseur
- 1970: Peter Moltzen, deutscher Schauspieler
- 1971: Angelika Birck, österreichische Psychologin und Autorin
- 1971: Mercedes Bunz, deutsche Kulturwissenschaftlerin und Journalistin
- 1971: Tanja Damaske, deutsche Leichtathletin
- 1971: Martin Lingnau, deutscher Pianist, Theater-, Musical- und Fernseh-Komponist
- 1971: Alexander Wladimirowitsch Popow, russischer Schwimmer
- 1972: Michael Irby, US-amerikanischer Schauspieler
- 1972: Annette Kahl, deutsche Behindertensportlerin
- 1972: David Markus, deutscher General des Heeres der Bundeswehr
- 1972: Steffen Weber, deutscher Handballspieler
- 1973: Christian Horner, britischer Automobilrennfahrer und Motorsportteamchef
- 1974: Rob Barff, britischer Automobilrennfahrer
- 1974: Brooke Elliott, US-amerikanische Schauspielerin und Sängerin
- 1974: Thomas Lindner, deutscher Komponist, Texter und Sänger
- 1974: Paul Scholes, englischer Fußballspieler
- 1975: Mária Súkeníková, slowakische Fußballschiedsrichterassistentin

#### 1976–2000
- 1976: Pietro Aurino, italienischer Boxer
- 1976: Patrick Fölser, österreichischer Handballspieler
- 1977: Oksana Bajul, ukrainische Eiskunstläuferin, Olympiasiegerin

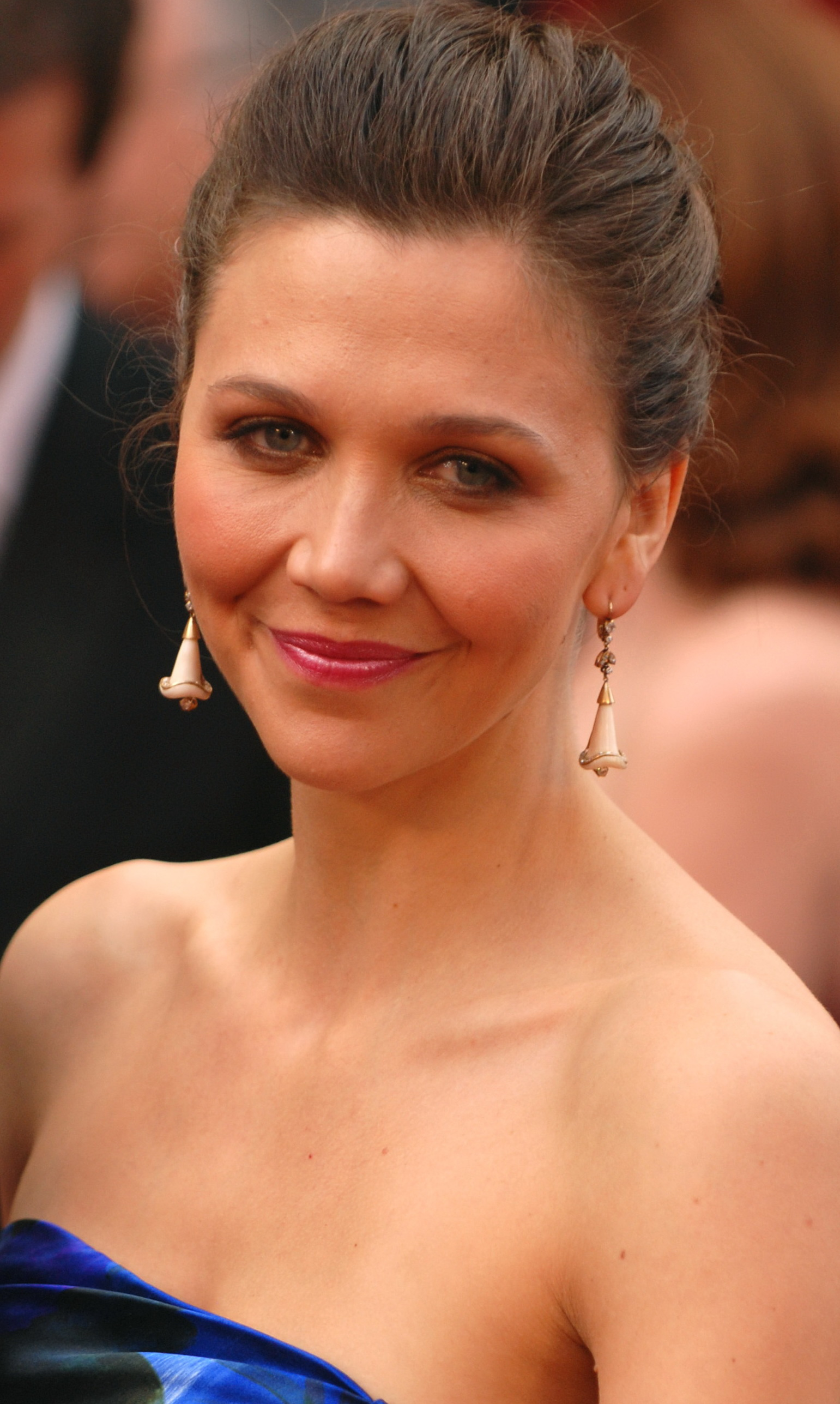
Maggie Gyllenhaal (* 1977)

- 1977: Maggie Gyllenhaal, US-amerikanische Schauspielerin
- 1977: Stuart Moseley, britischer Automobilrennfahrer
- 1978: Boris Anderson, deutscher Filmregisseur und Drehbuchautor
- 1978: Mehtap Doğan-Sızmaz, türkische Marathonläuferin
- 1978: Conny Pohlers, deutsche Fußballspielerin
- 1978: Xu Nannan, chinesische Freestyle-Skierin
- 1980: Philip Andersen, dänischer Automobilrennfahrer
- 1980: Gary Blades, englischer Dartspieler
- 1980: Timur Işık, deutscher Schauspieler
- 1981: Marcel Heinig, deutscher Triathlet
- 1983: Renos Doweiya, nauruischer Gewichtheber
- 1983: Kari Lehtonen, finnischer Eishockeyspieler
- 1983: Britta Steffen, deutsche Schwimmerin, Olympiasiegerin
- 1984: Gemma Atkinson, britische Schauspielerin und Glamourmodel
- 1984: Kimberly J. Brown, US-amerikanische Schauspielerin
- 1984: Patrick Jahns, österreichischer Schauspieler und Regisseur
- 1984: Mariann Knudsen, dänische Fußballspielerin
- 1985: Benjamin Krotz, deutscher Handballspieler
- 1985: Sanna Marin, finnische Politikerin, Ministerpräsidentin Finnlands
- 1985: Marco Sailer, deutscher Fußballspieler
- 1987: Amelie Kober, deutsche Snowboard-Fahrerin, Olympiamedaillengewinnerin
- 1987: Phylicia George, kanadische Bobsportlerin und Leichtathletin
- 1987: Christian Reck, deutscher Politiker
- 1988: Felipe Fernández Laser, deutscher Automobilrennfahrer
- 1988: Kevin Freiberger, deutscher Fußballspieler
- 1989: Jamie Arniel, kanadischer Eishockeyspieler
- 1989: Vikram Malhotra, indischer Squashspieler
- 1991: Nemanja Gudelj, serbisch-niederländischer Fußballspieler
- 1991: Sandro Zeller, Schweizer Automobilrennfahrer
- 1992: Marcelo Brozović, kroatischer Fußballspieler
- 1993: Bahrudin Atajić, bosnisch-herzegowinischer Fußballspieler
- 1993: Stefan Küng, schweizerisch-liechtensteinischer Radrennfahrer
- 1994: Han Do-hee, südkoreanische Eishockeytorhüterin
- 1995: Noah Gray-Cabey, US-amerikanischer Schauspieler und Pianist
- 1995: Kurt Ipekkaya, deutscher Schauspieler
- 1995: Jay Vine, australischer Radrennfahrer
- 1996: Pirmin Hacker, österreichischer Skirennläufer
- 1996: Brendan Murray, irischer Sänger

### 21. Jahrhundert
- 2001: Mialitiana Clerc, madagassisch-französische Skirennläuferin

## Gestorben

### Vor dem 17. Jahrhundert

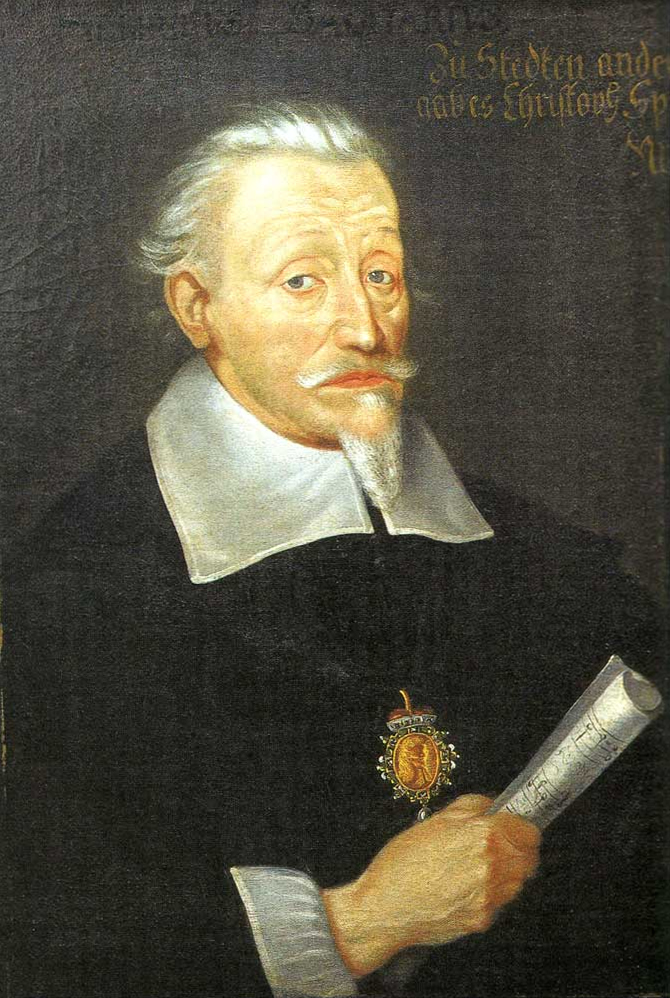
Heinrich Schütz († 1672)

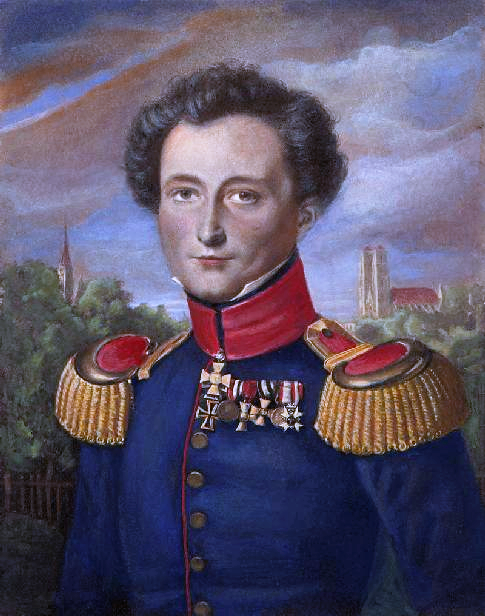
Carl von Clausewitz
(† 1831)

- 0759: Otmar von St. Gallen, Gründer und erster Abt des Klosters St. Gallen
- 0825: Waltger, sächsischer Adeliger, Klostergründer und Heiliger der katholischen Kirche
- 1093: Margareta von Schottland, schottische Königin
- 1147: Bernhard von Trixen, Graf von Kärnten und Trixen
- 1188: Usama ibn Munqidh, arabischer Schriftsteller und Dichter, Politiker und Diplomat
- 1200: Hugo von Lincoln, Bischof von Lincoln
- 1207: Cyprian, Bischof von Lebus und Breslau
- 1207: Walter de Coutances, anglonormannischer Geistlicher, Bischof von Lincoln und Erzbischof von Rouen, königlicher Justiciar für England
- 1240: Muhyī d-Dīn Ibn ʿArabī, islamischer Mystiker/Sufi und Reisender aus dem maurischen Spanien
- 1240: Edmund Rich, Erzbischof von Canterbury und Heiliger
- 1253: Agnes, Klarisse und die Schwester der heiligen Klara von Assisi
- 1272: Heinrich III., König von England und Lord von Irland aus dem Haus Plantagenet
- 1277: Engelbert I., Graf von der Mark
- 1293: Eberhard von Strahlenberg, Bischof von Worms
- 1322: Nasr, Emir von Granada
- 1323: Friedrich I., Markgraf von Meißen und Landgraf von Thüringen
- 1327: Walter Reynolds, englischer Geistlicher
- 1328: Hisaaki, japanischer Shogun
- 1371: Kraft III. von Hohenlohe-Weikersheim, fränkischer Ritter und Edelmann
- 1464: Johann, Markgraf von Brandenburg-Kulmbach
- 1471: Henry Beaumont, englischer Ritter
- 1480: Christoph von Trautmannsdorf, Bischof von Seckau
- 1494: Theda Ukena, Regentin der Reichsgrafschaft Ostfriesland
- 1541: Elisabeth Silbereisen, deutsche Bürgersfrau, Ehefrau des Reformators Martin Bucer
- 1548: Caspar Cruciger der Ältere, deutscher evangelischer Theologe und Reformator

### 17. und 18. Jahrhundert

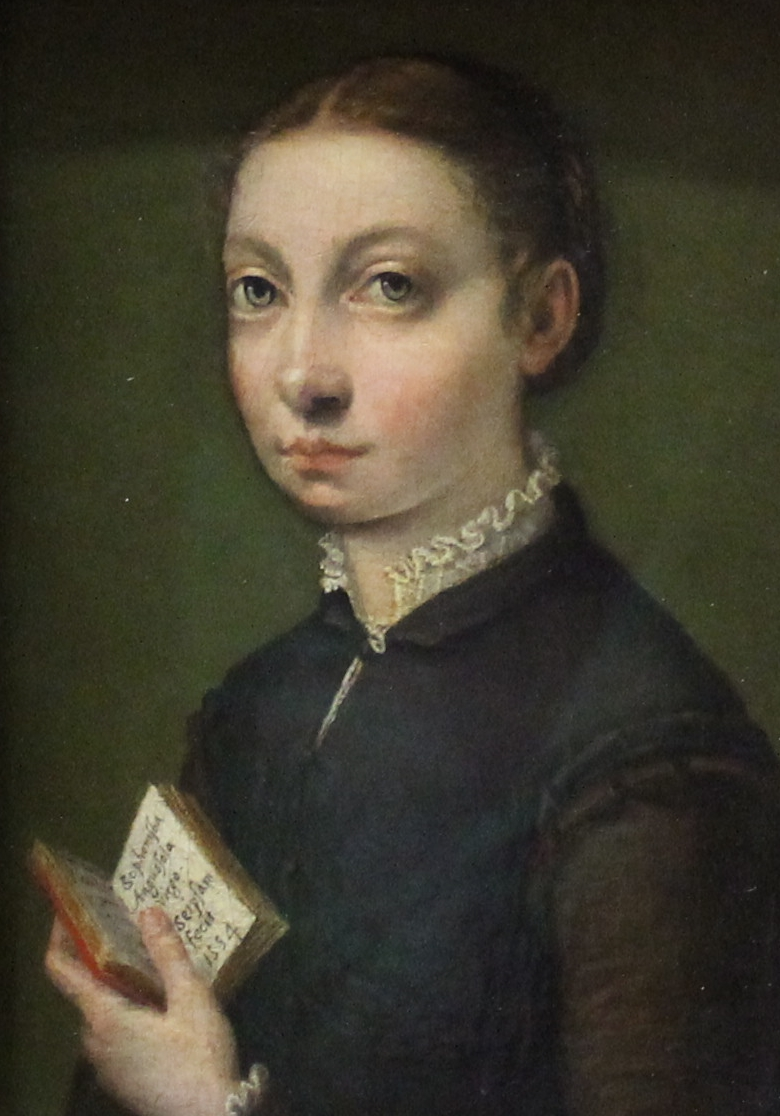
Sofonisba Anguissola († 1625)

- 1625: Sofonisba Anguissola, italienische Malerin
- 1628: Paolo Quagliati, italienischer Komponist
- 1629: Bartholomäus Reusner, deutscher Rechtswissenschaftler
- 1632: Gustav II. Adolf, schwedischer König
- 1632: Johann Bernhard Schenk zu Schweinsberg, Fürstabt von Fulda
- 1660: Henriette von Lothringen, Fürstin von Pfalzburg und Lixheim
- 1661: Muhammad Ali, Sultan von Brunei
- 1667: Nathanael Schnittelbach, deutscher Komponist und Violinist
- 1672: Heinrich Schütz, deutscher Komponist
- 1673: Ana Katarina Frankopan-Zrinski, kroatische Adelige und Dichterin
- 1694: Thomas Smith, englischer Pflanzer, Kaufmann, Arzt und Kolonialpolitiker
- 1700: Domenico Orsolino, Maurermeister und Grazer Stadtbaumeister
- 1704: Friedrich von der Asseburg, Ritter des Deutschen Ordens
- 1706: Cornelis Evertsen, niederländischer Freibeuter und Admiral
- 1706: Godefridus Schalcken, niederländischer Maler
- 1714: Alexander Benedikt Sobieski, polnischer Prinz
- 1720: Mateo de la Mata Ponce de León, spanischer Jurist und Vizekönig von Peru
- 1724: Jack Sheppard, britischer Räuber und Ausbrecherkönig
- 1729: Alessandro Specchi, römischer Architekt und Grafiker
- 1730: Thomas Haffenecker, Tiroler Baumeister des Barocks
- 1734: Johann Christoph Karl Gayer, tschechischer Kapellmeister und Komponist
- 1743: Maria Magdalena Böhmer, deutsche Dichterin geistlicher Lieder
- 1745: Johann Lucas von Hildebrandt, österreichischer Barockbaumeister
- 1745: James Butler, 2. Duke of Ormonde, anglo-irischer Staatsmann und General
- 1750: Johann Georg von Königsfeld, Reichsvizekanzler des Heiligen Römischen Reiches
- 1751: George Graham, englischer Uhrmacher
- 1759: Johann Michael Strickner, Tiroler Maler
- 1766: Dominikus Zimmermann, kurbayerischer Stuckateur und Baumeister
- 1768: Johann von Lehwaldt, preußischer Generalfeldmarschall
- 1770: Johann Anwander, deutscher Rokokomaler und Freskant
- 1772: Alexander Jakob Lubomirski, polnischer und sächsischer General
- 1779: Robert Maxwell, 1. Earl of Farnham, irischer Politiker und Peer
- 1783: Jan Josef Antonín Eleazar Kittel, böhmischer Heiler und Arzt
- 1785: Honorius Roth von Schreckenstein, Fürstabt von Kempten
- 1785: Johann Georg Stein, deutscher Orgelbauer
- 1785: Johan Gottschalk Wallerius, schwedischer Chemiker und Mineraloge
- 1790: Daniel of St. Thomas Jenifer, Delegierter für Maryland im Kontinentalkongress
- 1797: Johann August von Arnim, preußischer Landrat
- 1797: Friedrich Wilhelm II., preußischer König

### 19. Jahrhundert
- 1802: André Michaux, französischer Botaniker und Forschungsreisender
- 1808: Envold de Falsen, dänisch-norwegischer Dichterjurist
- 1811: Joseph Hamilton Daviess, Kommandant der Dragoner
- 1812: John Walter, britischer Unternehmer, Gründer der Times
- 1820: Jean Lambert Tallien, französischer Revolutionär
- 1831: Carl von Clausewitz, preußischer General, Heeresreformer und Militärtheoretiker
- 1835: Louis Jean Jacques Angely, deutscher Lustspieldichter, Schauspieler und Regisseur
- 1841: Emmanuel Théaulon, französischer Dramatiker und Librettist
- 1845: Ludwig Iwanowitsch Charlemagne, russischer Architekt
- 1850: François Pierre Amey, französischer General
- 1850: Théodore Mozin, französischer Komponist und Musikpädagoge
- 1852: Philipp Peter Crößmann, deutscher evangelischer Theologe
- 1853: Josef Jakob Xaver Pfyffer zu Neueck, Schweizer Beamter, Politiker und Autor
- 1857: Carl Andreas Ancker, Stifter des Anckerschen Legates
- 1859: George Gilmer, US-amerikanischer Politiker
- 1863: Franz Wilhelm von Barfus-Falkenburg, preußischer Generalmajor
- 1875: Werner Munzinger, Schweizer Afrikaforscher

Franziska Puricelli († 1896)

- 1876: Julius Lasker, preußischer Mediziner und Schriftsteller
- 1877: Karl Ludwig von Littrow, deutscher Astronom
- 1878: Johann Adolf Karl van Heusde, niederländischer Philologe und Literaturwissenschaftler
- 1878: Manuel Pardo, Staatspräsident von Peru
- 1882: Carl Gottlieb Weigle, deutscher Orgelbauer
- 1885: Louis Riel, kanadischer Rebell und Politiker, Führer der Métis
- 1889ː Amalie Bensinger, deutsche Malerin
- 1892: Johann Anton Breil, deutscher Orgelbauer
- 1894: Robert Charles Winthrop, US-amerikanischer Politiker, Abgeordneter und Sprecher des Repräsentantenhauses, Senator für Massachusetts
- 1896: Joan Lindsay, australische Schriftstellerin
- 1896ː Franziska Puricelli, deutsche Stifterin
- 1897: Wilhelm Heinrich Riehl, deutscher Schriftsteller und Kulturhistoriker
- 1898: Gawril Krastewitsch, Phanariot, Aktivist der Bulgarischen Nationalen Wiedergeburt

### 20. Jahrhundert

#### 1901–1950
- 1901: Martin Traugott Blumner, deutscher Komponist und Musiktheoretiker
- 1903: Elisabeth von Hessen-Darmstadt, Prinzessin von Hessen und bei Rhein
- 1905: Ehrenfried Leichel, deutscher, in den Niederlanden tätiger Orgelbauer
- 1905ː Ida Staegemann, deutsche Schauspielerin und Intendantin
- 1906: Juhana Heikki Erkko, finnischer Schriftsteller
- 1909: Francis Thomé, französischer Komponist
- 1911: Engelbert Arnold, schweizerischer Elektroingenieur
- 1912: William Larrabee, US-amerikanischer Politiker, Gouverneur des Bundesstaates Iowa
- 1914: Sattar Khan, iranischer Revolutionsführer
- 1916: Victor Loebe, deutscher Lehrer und Heimatforscher
- 1918: Mathieu Frans Daniëls, niederländischer Mathematiker
- 1922: Max Abraham, deutscher Physiker
- 1922: Kunigunde Ansion, österreichische Schriftstellerin
- 1923ː Helene von Forster, deutsche Frauenrechtlerin und Schriftstellerin
- 1925: Carl Johann Becker-Gundahl, deutscher Kirchenmaler und Zeichner
- 1925ː Carolina Michaëlis de Vasconcelos, Romanistin und ordentliche Professorin, erste Professorin Portugals
- 1930: Karl Geiser, Schweizer Hochschullehrer, Behördenleiter und Heimatforscher
- 1933: Alexander Schuke, deutscher Orgelbauer
- 1934: Carl von Linde, deutscher Erfinder und Industrieller
- 1935: Félix José de Augusta, deutscher Chirurg, Missionar und Sprachwissenschaftler
- 1937: Arthur Martens, deutscher Ingenieur und Segelflugpionier
- 1937: Ludwig Plate, deutscher Zoologe
- 1938: Abbas Mirsa Scharifsade, aserbaidschanischer Schauspieler
- 1942: Joseph Schmidt, deutscher Tenor
- 1945: Sigurður Eggerz, isländischer Premier- und Finanzminister
- 1946: Giovanni Anfossi, italienischer Komponist, Pianist und Musikpädagoge

#### 1951–2000
- 1952: Charles Maurras, französischer Schriftsteller und Publizist
- 1955: Joseph Arneth, deutscher Mediziner
- 1957: Amédée Guy, französischer Politiker und Résistant
- 1959: August Kirch, deutscher Politiker
- 1960: Wilhelm Apel, deutscher Politiker

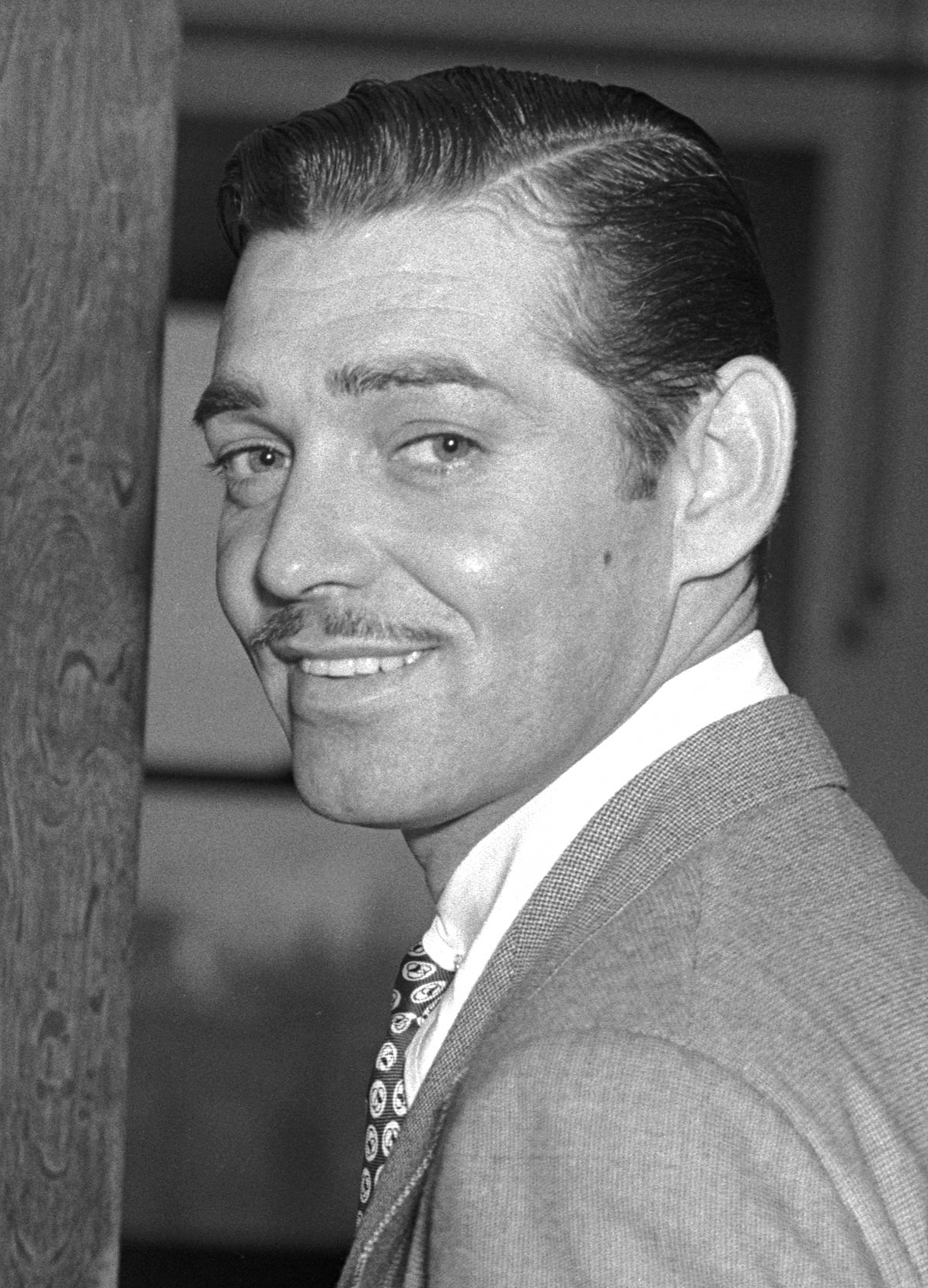
Clark Gable († 1960)

- 1960: Clark Gable, US-amerikanischer Schauspieler
- 1964: Albert Hay Malotte, US-amerikanischer Pianist und Organist, Komponist und Erzieher
- 1965: William Thomas Cosgrave, irischer Regierungschef
- 1966: Wassil Boschinow, bulgarischer Komponist
- 1967: James Archey, US-amerikanischer Posaunist und Bandleader
- 1968: Augustin Kardinal Bea, deutscher Ordensgeistlicher und Kurienkardinal
- 1971: Walter Möller deutscher Kommunalpolitiker
- 1971: Bruno Cicognani, italienischer Schriftsteller
- 1971: Edie Sedgwick, US-amerikanische Schauspielerin
- 1972: Ulysse Paquin, kanadischer Sänger
- 1972: Andrei Paschtschenko, russischer Komponist
- 1976ː Marie Frommer, deutsche Architektin
- 1979: Robert Asher, britischer Filmregisseur
- 1980: Frank Luther, US-amerikanischer Country-Musiker
- 1980: O. V. Wright, US-amerikanischer Gospel- und R&B-Sänger
- 1982: Arthur Bowden Askey, britischer Komiker und Schauspieler
- 1983: Mary Barbara Haberzetle, US-amerikanische Mathematikerin
- 1984: Murray Alper, US-amerikanischer Schauspieler
- 1984: Leonard Rose, US-amerikanischer Cellist
- 1986: Margarete Lenz, deutsche Sozialpolitikerin und Diplomatin
- 1986: François Lacour, französischer Automobilrennfahrer
- 1987: Margaret Evelyn Mauch, US-amerikanische Mathematikerin
- 1988: Wera Engels, deutsche Schauspielerin
- 1989: Erling Sivertsen, norwegischer Karzinologe und Zoologe
- 1993: Lucia Popp, slowakische Koloratursopranistin
- 1994: Jim Poole, US-amerikanischer American-Football-Spieler
- 1996: Holger Hagen, deutscher Schauspieler und Synchronsprecher
- 1997: José Behra, französischer Automobilrennfahrer
- 1997: KP Brehmer, deutscher Maler, Grafiker und Filmemacher
- 1997: Georges Marchais, französischer Politiker
- 1999: Karl Feuerstein, deutscher Politiker und Gewerkschafter
- 1999: Daniel Nathans, US-amerikanischer Biologe, Nobelpreisträger
- 2000: Russ Conway, britischer Pianist, Komponist und Sänger
- 2000: Josef Ertl, deutscher Politiker, MdB, Bundesminister
- 2000: Kåre Fuglesang, norwegischer Geiger und Musikpädagoge
- 2000: Ahmet Kaya, türkisch-kurdischer Sänger

### 21. Jahrhundert
- 2001: Mohammed Atef, ägyptischer Terrorist
- 2003: Augustine Eugene Hornyak, serbischer Bischof und Exarch von Großbritannien
- 2003: Martin Metz, rumäniendeutscher Kirchenmusiker und Komponist
- 2003: Zbigniew Śliwiński, polnischer Pianist und Musikpädagoge
- 2004: Yves Berger, französischer Schriftsteller
- 2004: Otis Dudley Duncan, US-amerikanischer Soziologe
- 2004: Hans Künzi, Schweizer Politiker
- 2005: Douglas Tate, britischer Fachbuchautor und Mundharmonikaspieler, -hersteller und -händler
- 2005: Henry Taube, US-amerikanischer Chemiker, Nobelpreisträger
- 2006: Milton Friedman, US-amerikanischer Ökonom
- 2006: Haukur Sigurðsson, isländischer Skirennläufer
- 2007: Angelo Marcello Anile, italienischer Physiker und Mathematiker
- 2007: Billy Hagan, Unternehmer, Automobilrennfahrer und Rennstallbesitzer
- 2008: Cornelius Aarts, niederländischer Fußballspieler
- 2008: Luisín Landáez, venezolanisch-chilenischer Sänger
- 2008: Tony Reedus, US-amerikanischer Musiker
- 2009: Manfred Berger, deutscher Architekt, Denkmalpfleger und Fachbuchautor
- 2011: René Morel, französisch-amerikanischer Geigenbauer
- 2011: Elfie Pertramer, deutsche Schauspielerin
- 2012: Patrick Edlinger, französischer Freikletterer
- 2012: Aliu Mahama, ghanaischer Politiker
- 2012: Bob Scott, neuseeländischer Rugbyspieler
- 2013: Chris Argyris, US-amerikanischer Verwaltungswissenschaftler
- 2013: Žibuntas Mikšys, litauisch-amerikanischer Druckgraphiker und Schriftsteller
- 2014: Serge Moscovici, französischer Sozialpsychologe
- 2017: Öldsiisaichany Erdene-Otschir, mongolischer Ringer
- 2018: William Goldman, US-amerikanischer Schriftsteller und Drehbuchautor
- 2019: Walter Freiwald, deutscher Hörfunk-, Fernsehmoderator und Teleshoppingverkäufer

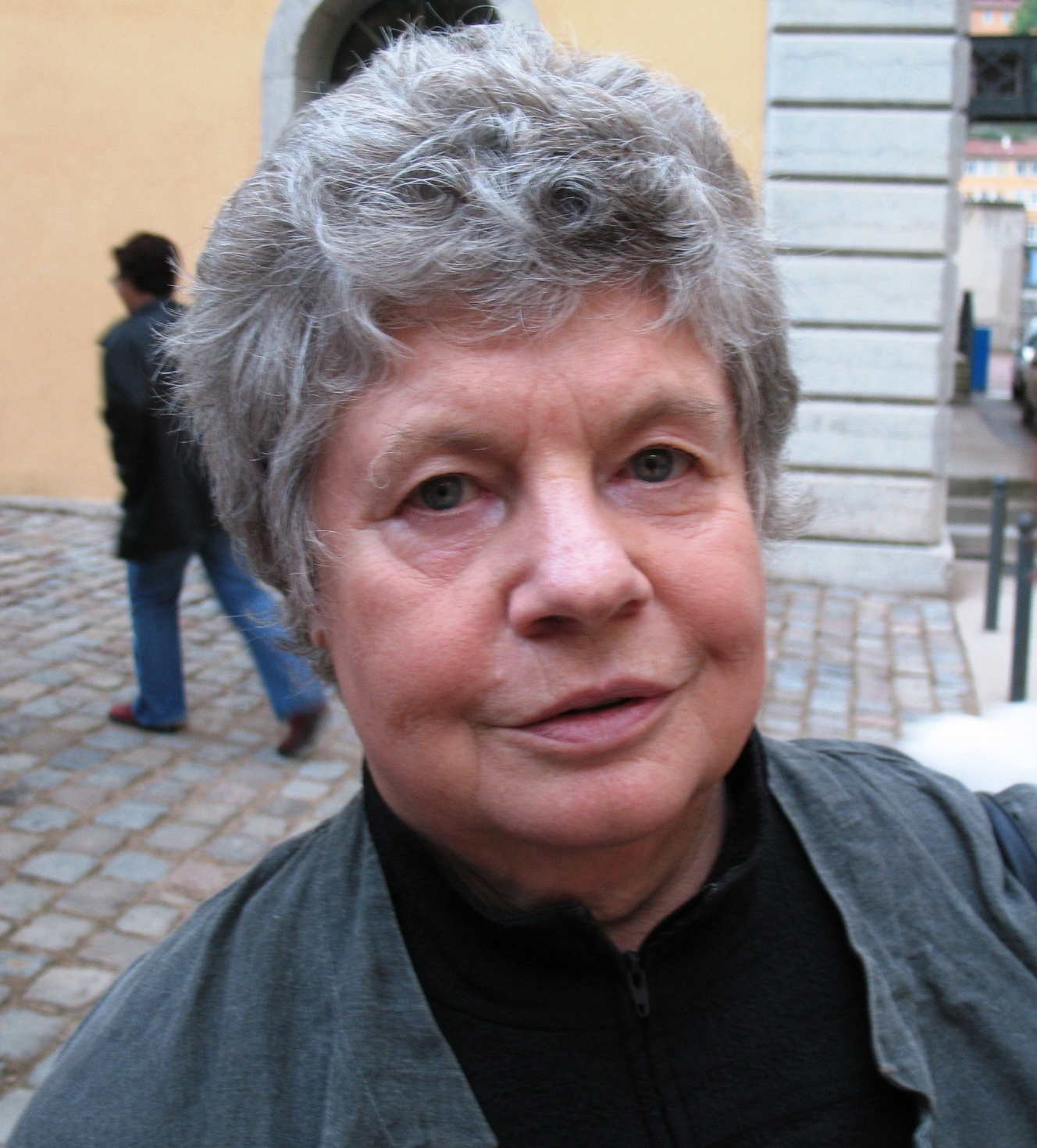
A. S. Byatt († 2023)

- 2020: Walid al-Muallim, syrischer Politiker und Diplomat
- 2021: Ferenc Czvikovszky, ungarischer Fechter
- 2022: Robert Clary, französisch-US-amerikanischer Schauspieler und Sänger, Überlebender des Holocausts
- 2023ː A. S. Byatt, britische Schriftstellerin
- 2024: Dejan Despić, serbischer Komponist, Autor, Musiktheoretiker und Pädagoge
- 2024ː Carmen Nibigira, burundische Reiseveranstalterin und Tourismusmanagerin

## Feier- und Gedenktage
- Kirchliche Gedenktage
  - Johann Amos Comenius, Bischof der böhmischen Brüderkirche und Pädagoge (evangelisch)
  - Hl. Roque González de Santa Cruz, paraguayischer Märtyrer und Missionar (römisch-katholisch)
- Namenstage
  - Edmund, Margarete, Michelle, Othmar
- Nationale und internationale Gedenktage
  - Internationaler Tag für Toleranz

Weitere Einträge enthält die Liste von Gedenk- und Aktionstagen.